# Голландский натюрморт XVII века

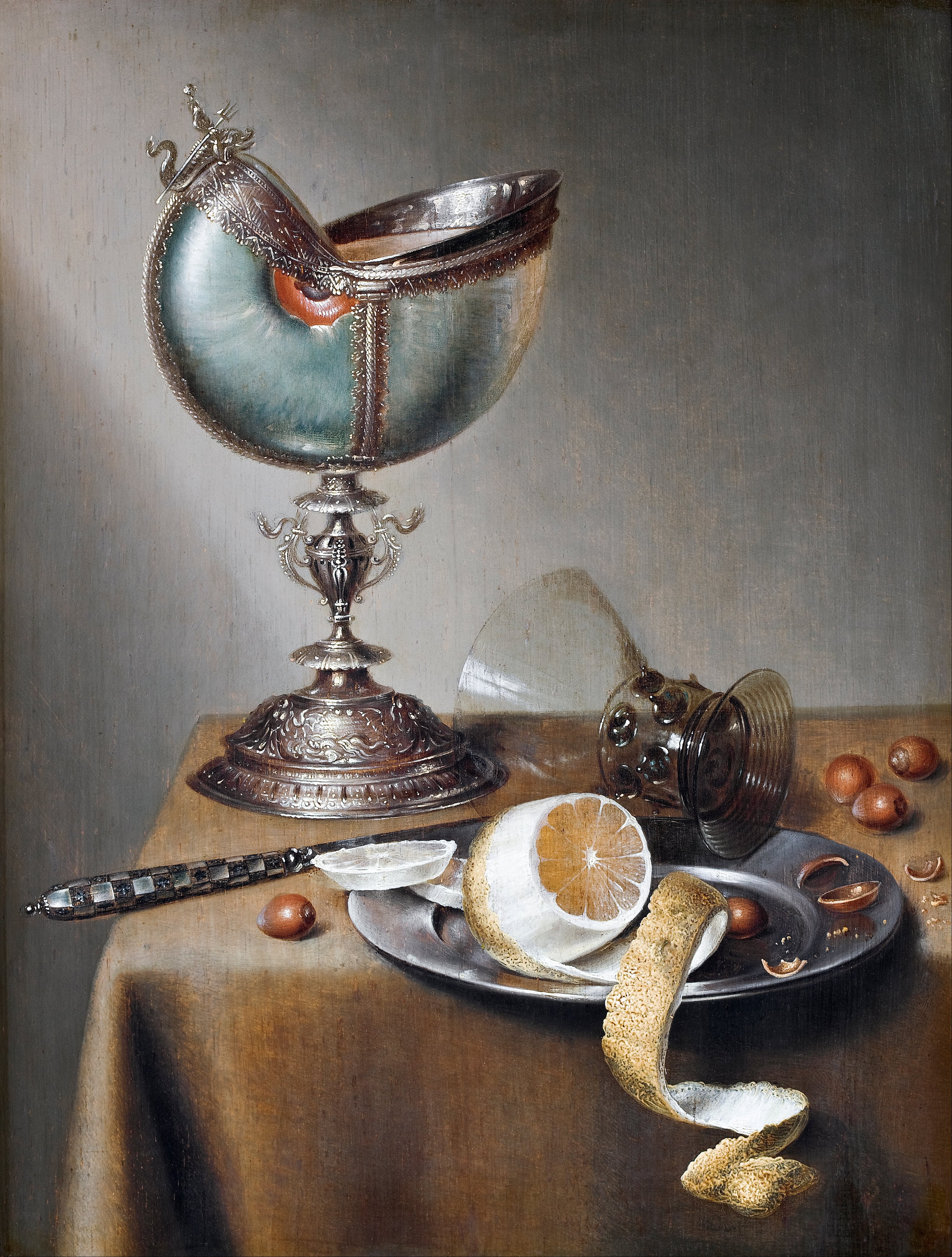
Мартен Буллема де Стомме. Натюрморт с кубком-наутилусом

Изображения предметов неодушевлённой природы встречаются в искусстве со времён античности. В последующие века элементы натюрморта существовали внутри других жанров картин на мифологические, религиозные и исторические сюжеты. Однако только в постренессансную эпоху и прежде всего в Голландии XVII века натюрморт стали выделять в отдельный жанр изобразительного искусства.
Голландский натюрморт имел большое количество разновидностей, среди которых можно выделить цветочный натюрморт, «учёный», «кухонный», а также так называемые «накрытые столы». Типично голландским видом натюрморта стали монохромные «завтраки», для которых характерны лаконизм содержания, сдержанность колорита и объединяющая роль световоздушной среды.
Большинство художников, писавших натюрморты, относятся к так называемым «малым голландцам». В этом жанре работали Питер Клас, Виллем Клас Хеда, Виллем Калф, Абрахам ван Бейерен, Балтасар ван дер Аст, Виллем ван Алст, Ян ван Хёйсум и другие.

## Исторический контекст

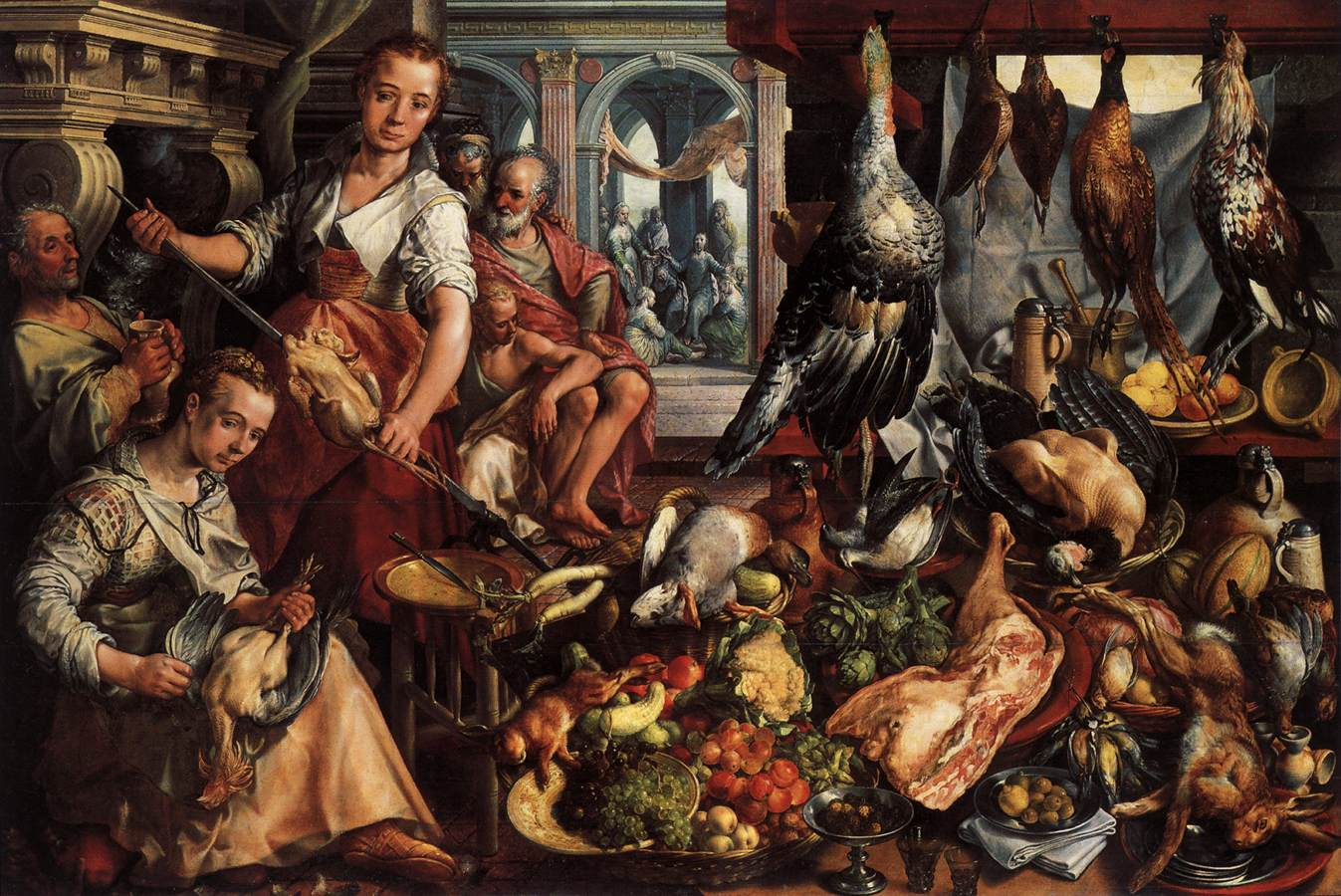
И. Бейкелар. Кухня, с Христом, Марфой и Марией на дальнем плане. 1566

Нидерланды пережили в первой половине XVII века небывалый экономический и культурный расцвет. Они являлись основным торговым центром Северной Европы, голландские корабли постоянно курсировали между нидерландскими портами и колониями в Азии и Африке. Был достигнут высокий уровень в общественных науках, механике, математике, физике, естествознании. Благодаря всем этим обстоятельствам голландское бюргерство стремилось к увековечиванию своего благосостояния в искусстве.
Голландские художники, откликавшиеся на этот спрос, опирались на традиции нидерландского Возрождения, в частности, на творчество Робера Кампена, Рогира ван дер Вейдена, Яна Госсарта и других, кто в картинах на религиозную тематику широко стал использовать элементы натюрморта. В XVI веке Бартоломеус Брейн Старший, Дирк Баутс, Питер Артсен, Иоахим Бейкелар, Бартоломеус ван дер Хелст и другие стали создавать картины, в которых натюрмортные мотивы вышли на первый план, а сцены из жизни Христа отодвинулись в глубину.
В XVII веке картины предназначались, как правило, для украшения интерьеров и имели камерный формат. Их сюжеты отражали повседневную жизнь голландских бюргеров, причём художники скрупулёзно фиксировали окружавший их предметный мир. Впервые разнообразные предметы заняли место на картине не в силу придававшегося им символического смысла, а исключительно из-за собственной красоты и живописности.

## Развитие жанра
Натюрморт как отдельный жанр живописи выделился около 1600 года. Новый жанр получил в Голландии название «stilleven» (дословно «тихая жизнь»), хотя этот термин стал употребляться лишь в середине XVII века. Под stilleven голландцы подразумевали изображение натуры, неподвижной в момент изображения. Поэтому наряду с цветами, плодами, снедью, посудой, черепами, мёртвой рыбой и битой дичью в голландских натюрмортах XVII века можно увидеть и изображения насекомых, ящериц, и даже птиц и зверей. Проще говоря, «чтобы оказаться в натюрморте, птицы должны быть убиты, рыбы выловлены, цветы сорваны».

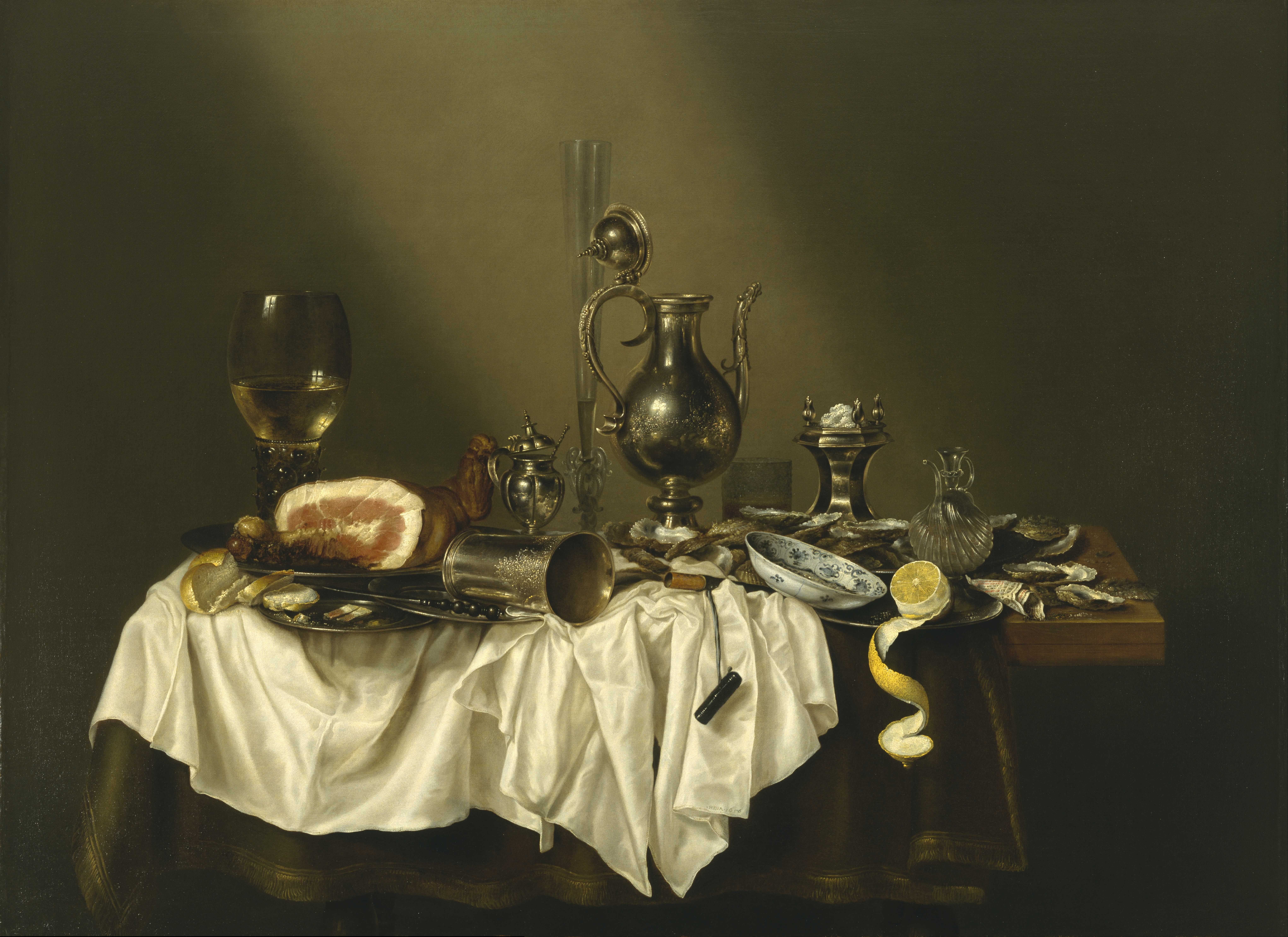
В. К. Хеда. Натюрморт с ветчиной. 1656

В своём развитии голландский натюрморт прошёл ряд этапов, каждый из которых обладал своей спецификой. На раннем этапе преобладали цветочные натюрморты, отражавшие увлечение голландцев цветоводством. Живописцы следующего поколения (Клас, Хеда и др.) перешли к скромным «завтракам» со сгруппированными на белой скатерти металлическими и стеклянными предметами. Эти натюрморты отличаются лаконизмом и простотой; все компоненты выдержаны в единой сероватой гамме. Так называемые «рыбный» и «кухонный» натюрморт отражали скромные пуританские вкусы демократических слоёв в первой половине столетия.
Позднее, по мере укрепления бюргерства и постепенной его аристократизации, меняются и требования, предъявляемые к искусству. К 1650-60 годам, в творчестве Виллема Кальфа и Абрахама ван Бейерена, натюрморт утрачивает свой скромный, простой характер, становясь роскошнее и пышнее и поражая богатством колорита. Неизменными его компонентами становятся экзотические фрукты, изящные бокалы и ценные ювелирные изделия, залитые тёплым и мягким светом. В «охотничьих» натюрмортах Яна-Батиста Веникса и Мелхиора де Хондекутера также заметно усиление декоративности и стремление к внешним эффектам.
На тематику и становление натюрморта влияло не только время, но и локальные особенности того или иного города. Так, например, в быстро развивающемся Харлеме с его крепкими объединениями горожан сложился тип тонального натюрморта, а в средоточии хозяйственной и культурной жизни Голландии — Амстердаме — возникли роскошные «десерты» Кальфа и Стрека. В Гааге, центре морского промысла, работали создатели «рыбного» натюрморта Питер де Пюттер и Абрахам ван Бейерен, а в университетском городе Лейдене пользовался популярностью «философский» натюрморт с изображением черепа и песочных часов, напоминавших о бренности земного существования.

## Разновидности
Особенностью голландской живописи XVII века была необычайно конкретная и дифференцированная специализация художников. Внутри основных жанров, господствовавших в живописи этого периода — пейзажа, натюрморта и бытового жанра — существовали многочисленные жанровые разновидности и композиционные формы. Это объяснялось высокой конкуренцией на рынке живописи: чем у́же была область, в которой специализировался тот или иной живописец, тем большего мастерства мог он в ней достичь.
Строгое разделение натюрмортов на поджанры затруднительно, так как зачастую в одной картине объединялось несколько мотивов. Тем не менее, принято выделять несколько наиболее распространённых разновидностей этого жанра.

### Цветочный натюрморт

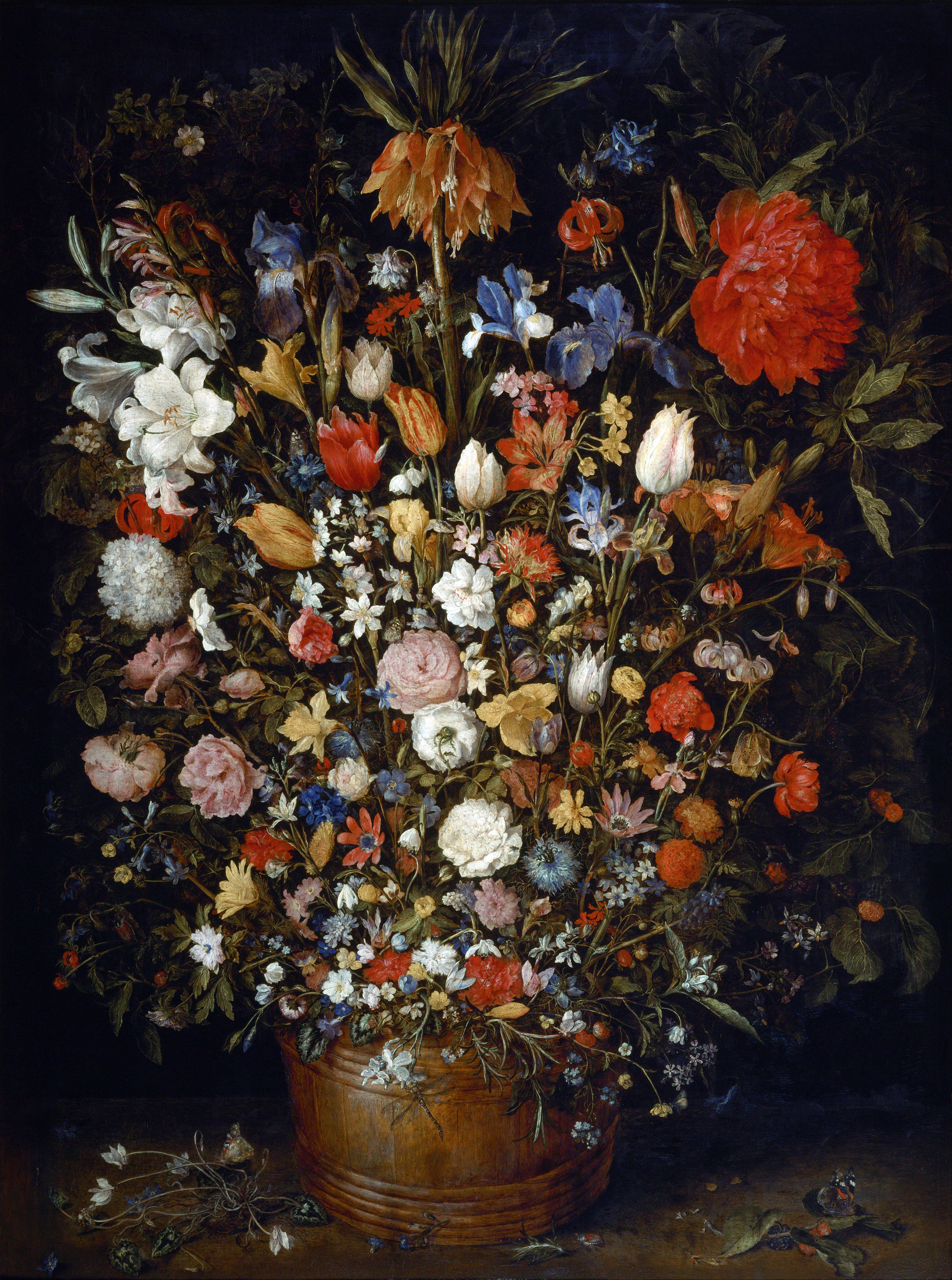
Ян Брейгель Старший. Цветы в деревянном вазоне. 1606—1607

Амброзиус Боссхарт Старший. Букет цветов в нише. 1618

Цветочный натюрморт (нидерл. bloemsstilleven) одним из первых выделился в самостоятельный поджанр. Как и прочие жанры той эпохи, он отражал реальные черты жизни голландцев XVII века, в частности, их увлечение цветоводством и садоводством. В цветочных натюрмортах художники изображали тюльпаны, розы, гладиолусы, гиацинты, гвоздики, лилии, ирисы, ландыши, незабудки, фиалки, маргаритки, нигеллы, розмарин, анемоны, календулу, левкои, мальвы и другие цветы.
При выборе цветов для натюрморта основными критериями были их красота и редкость. Как правило, цветы рисовались с натуры, поскольку ценилась точность и достоверность изображения). Вместе с тем, в одном натюрморте могли быть изображены цветы, цветущие в разное время, поэтому иногда рисование букета затягивалось на месяцы. Впрочем, столь долгая работа окупала себя: цветочные натюрморты ценились очень высоко и даже могли использоваться как дорогой подарок на государственном уровне.
К пионерам жанра относится фламандский художник Ян Брейгель Старший (1568—1625). Самый ранний из дошедших до нас цветочных натюрмортов Брейгеля датируется 1606/07 годом и был написан по заказу Альбрехта VII. Известно, что для написания своих работ Ян Брейгель специально приезжал из Антверпена в ботанический сад Брюсселя, чтобы иметь возможность рассмотреть и зарисовать различные цветы. Он делал предварительные наброски акварелью и тушью, изображая цветы в разных ракурсах и при разном освещении.
В числе первых голландских художников XVII века, писавших вазы с цветами, был Якоб (Жак) де Гейн Младший (1565—1629). Для его творчества характерны вытянутый вертикальный формат картин, многоярусное расположение цветов с чередованием крупных и мелких растений, а также использование приёмов, которые станут весьма популярными среди художников данного жанра: встраивание букета цветов в нишу и изображение рядом с вазой мелких животных.
Появление в цветочных натюрмортах в качестве вспомогательных деталей насекомых, животных и птиц, раковин является отражением традиции использования скрытых значений изображаемых предметов, имеющих символическое значение. Различные символы появляются в натюрмортах всех жанров.
Последователями Якоба де Гейна Младшего являлись Ян Баптист ван Форненбург (1585—1649) и Якоб Ваутерс Восмар (1584—1641).
Форненбург писал букеты из тюльпанов, нарциссов, роз, физалиса, при этом в его картинах встречаются мотивы «суеты сует» и классической «обманки».
Характерной чертой картин Восмара также является мотив «суеты сует» в виде поникшей розы. Кроме того, он часто изображал в натюрмортах различных насекомых: мух, бабочек, стрекоз и пчёл.
Основателем целой династии мастеров натюрмортов с цветами и фруктами был Амброзиус Босхарт Старший (1573—1621). В династию входили три сына (Йоханнес, Абрахам и Амброзиус), два шурина (Йоханнес и Балтасар ван дер Асты) и зять (Иеронимус Свертс).
Произведения Амброзиуса Босхарта Старшего по натуралистической тщательности исполнения близки работам Яна Брейгеля Старшего. Известно, что Босхарт также выполнял на заказ зарисовки экзотических растений с натуры. Он писал в основном небольшие натюрморты с букетом в вазе (фарфоровой или стеклянной), поставленной в нише или на подоконнике окна. Такое расположение вазы подчёркивало противопоставление живой природы, видимой из окна, и сорванных, помещённых в вазу садовых цветов. В качестве антуража в его картинах помимо мелких животных встречаются раковины.
Среди сыновей Босхарта наиболее ярко талант художника проявился у Йоханнеса Босхарта (1610/11 — после 1629). Отличительные черты его творчества — расположение предметов по диагонали картины и матово-металлический колорит.
Амброзиус Босхарт Младший (1609—1645) писал натюрморты со скрытой символикой; в позднем творчестве использовал приемы светотеневой моделировки утрехтских караваджистов.

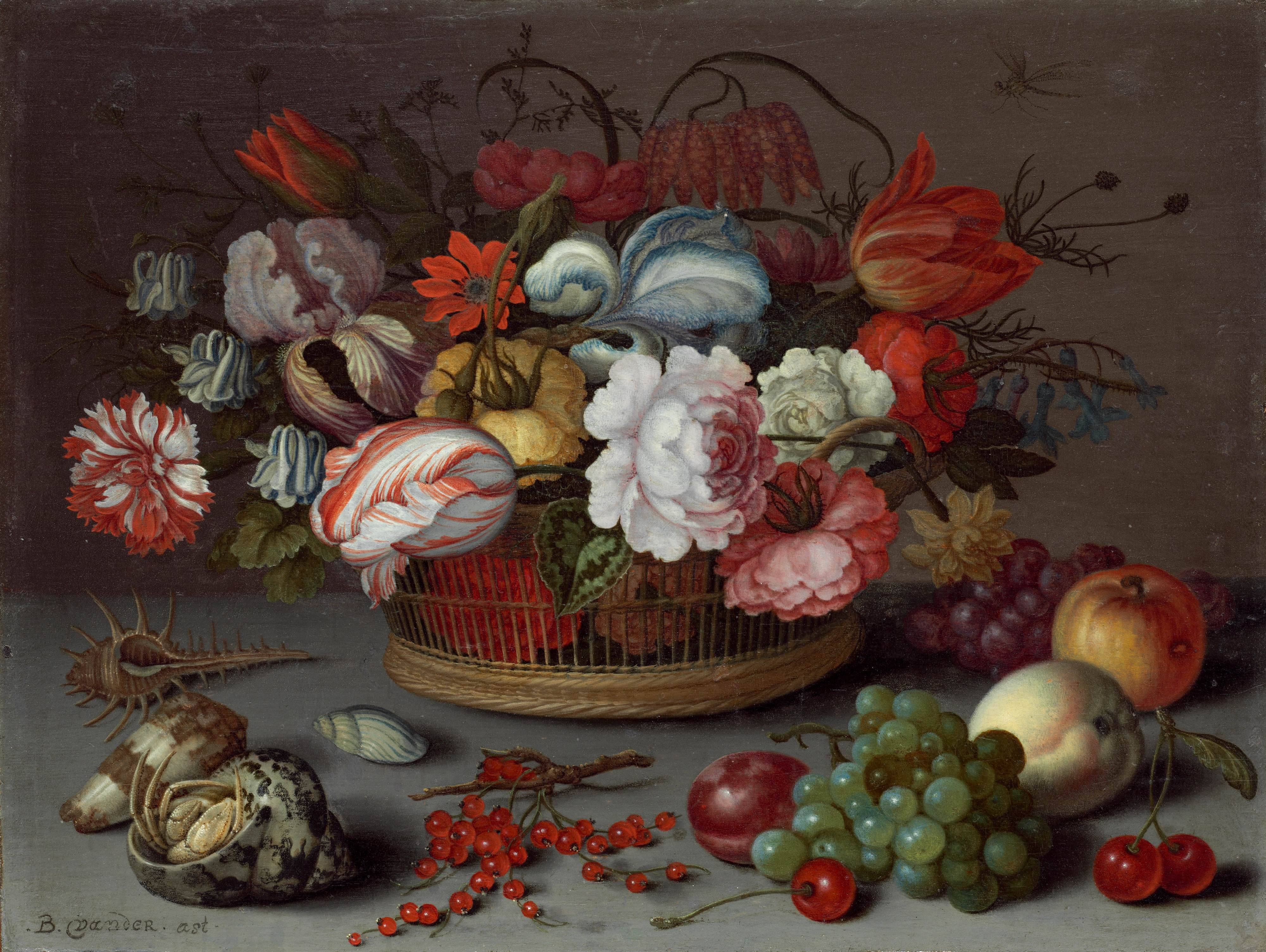
Балтасар ван дер Аст. Корзина с цветами. 1622

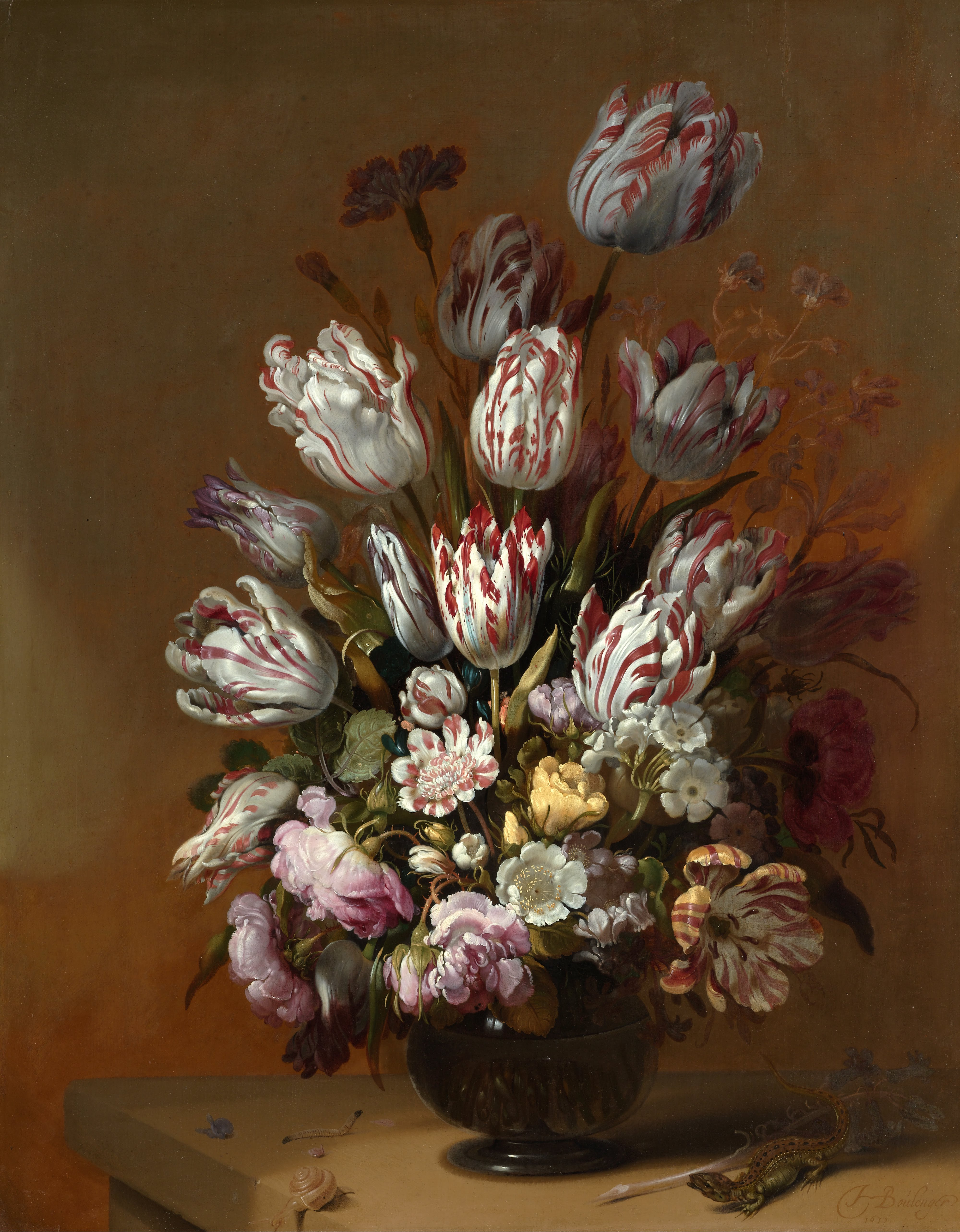
Ханс Боллонгир. Цветочный натюрморт. 1639

Абрахам Босхарт (1612/1613 — 1643) копировал приёмы своих братьев.
Продолжателями традиций Босхарта стали братья жены Амброзиуса Босхарта — Йоханнес и Балтасар ван дер Асты.
Творчество Йоханнеса ван дер Аста мало изучено; ему приписывается в настоящее время лишь одна картина.
Большое значение для развития натюрморта имело творчество старшего из братьев — Балтасара ван дер Аста (1593/1594 — 1657), оставившего богатое творческое наследие — более 125 картин. Он любил изображать на столе корзину с цветами или блюдо с фруктами, а на переднем плане вдоль кромки стола помещал раковины, плоды и бабочек. Особенно привлекали художника необычные предметы: причудливые раковины, экзотические цветы и плоды, яркие насекомые, птицы-попугаи. Ему было также свойственно привносить в натюрморт сюжет и движение.
К школе Амброзиуса Босхарта Старшего относится Рулант Саверей (1576—1639), известный также как выдающийся пейзажист. Его натюрморты построены по принципу букета цветов, расположенного в нише. Он добавлял в картины мотивы «суеты сует», в качестве антуража использовались жук-могильщик, навозная муха, бабочка мёртвая голова и другие насекомые, а также ящерицы.
Творчество Амброзиуса Босхарта оказало воздействие на таких художников как Антони Клас I (1592—1636), его однофамилец Антони Клас II (1606/1608 — 1652) и зять Амброзиуса Босхарта Старшего — Иеронимус Свертс.
В творчестве Ханса Боллонгиера (около 1600 — после 1670) широко использовались приемы утрехтского караваджизма. С помощью светотени художник выделял цветы на фоне полумрака.
Дальнейшее развитие цветочного натюрморта наблюдалось в творчестве мидделбургских мастеров: Кристоффела ван ден Берге (около 1590 — после 1642), изображавшего в цветочных натюрмортах и элементы «суеты сует»: бутыль с вином, табакерку, курительную трубку, игральные карты и череп; и Йоханнеса Гударта, широко использовавшего в качестве антуража насекомых и птиц.
К школе дордрехтских мастеров цветочного натюрморта относятся Бартоломеус Абрахамс Асстейн (1607(?) — 1667 или позднее), Абрахам ван Калрат (1642—1722), отец знаменитого пейзажиста и анималиста Алберта Кёйпа Якоб Герритс Кёйп (1594—1651/1652). Для их творчества характерно широкое использование светотени.
В Харлеме работал оригинальный мастер Лауренс Винсент ван дер Винне (1658—1729).

### Картины в цветочных гирляндах
Отдельную жанрово-композиционную разновидность цветочного натюрморта в голландской и фламандской живописи представляют собой «картины в цветочных гирляндах» (нидерл. bloemenslingerschilderijen) — сюжетные или портретные изображения, иногда в архитектонических («каменных») нишах, в «рамке» из цветочных гирлянд. Такие картины, как правило, писали несколько художников — один центральный сюжет, другой — цветочное обрамление. Например, Ян Брейгель Старший («Цветочный», или «Бархатный») писал гирлянды из цветов и фруктов в картинах таких художников, как Питер Пауль Рубенс, Хендрик ван Бален, Хендрик де Клерк, Питер ван Авонт. Примером может служить «Рай земной с грехопадением Адама и Евы» Брейгеля и Рубенса в Маурицхёйсе в Гааге. Цветочные гирлянды и натюрморты из цветов по примеру Брейгеля писали и другие известные нидерландские живописцы: Бальтазар ван дер Аст, Питер ван Авонт, Абрахам Брейгель, Амброзиус Брейгель, Амброзиус Босхарт, Никола Ваккаро, Даниэль Зегерс, Симон де Вос, Александер Коземанс, Рулант Саверей, Ян Давидс де Хем, Йоханнес Херманс.

### «Накрытые столы» («Банкеты» и «Завтраки»)

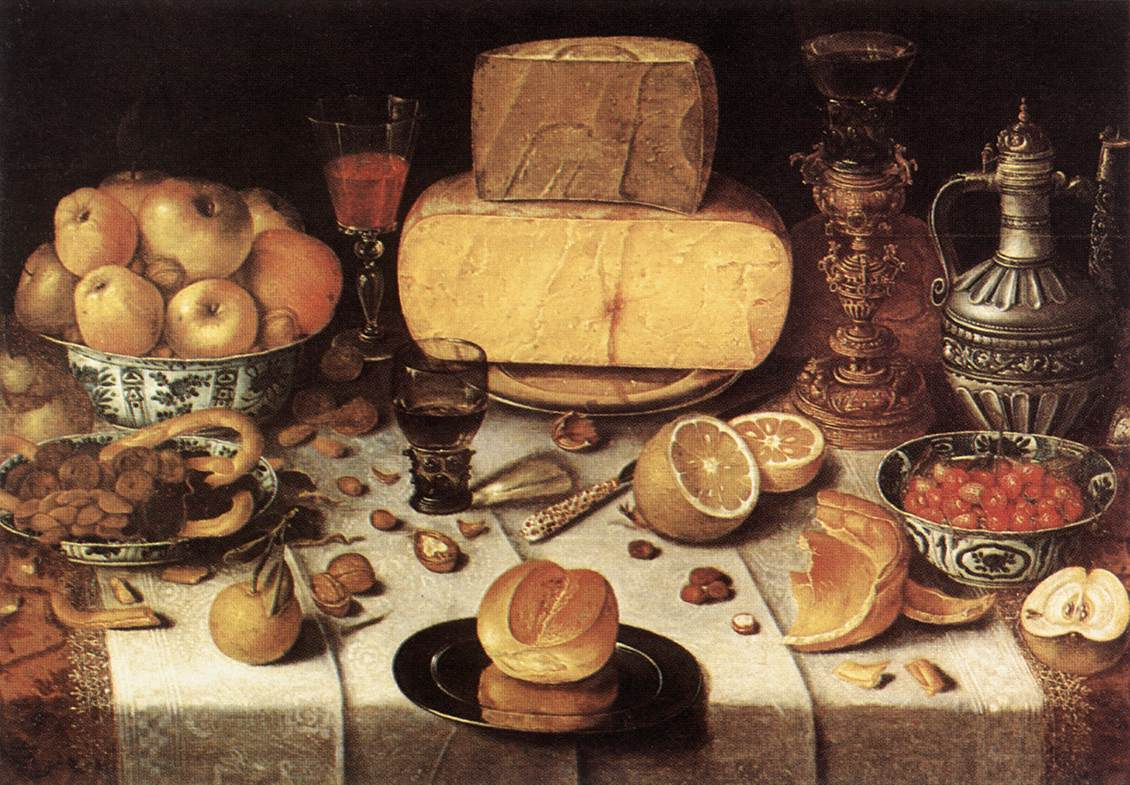
Николас Гиллис. Накрытый стол. 1611

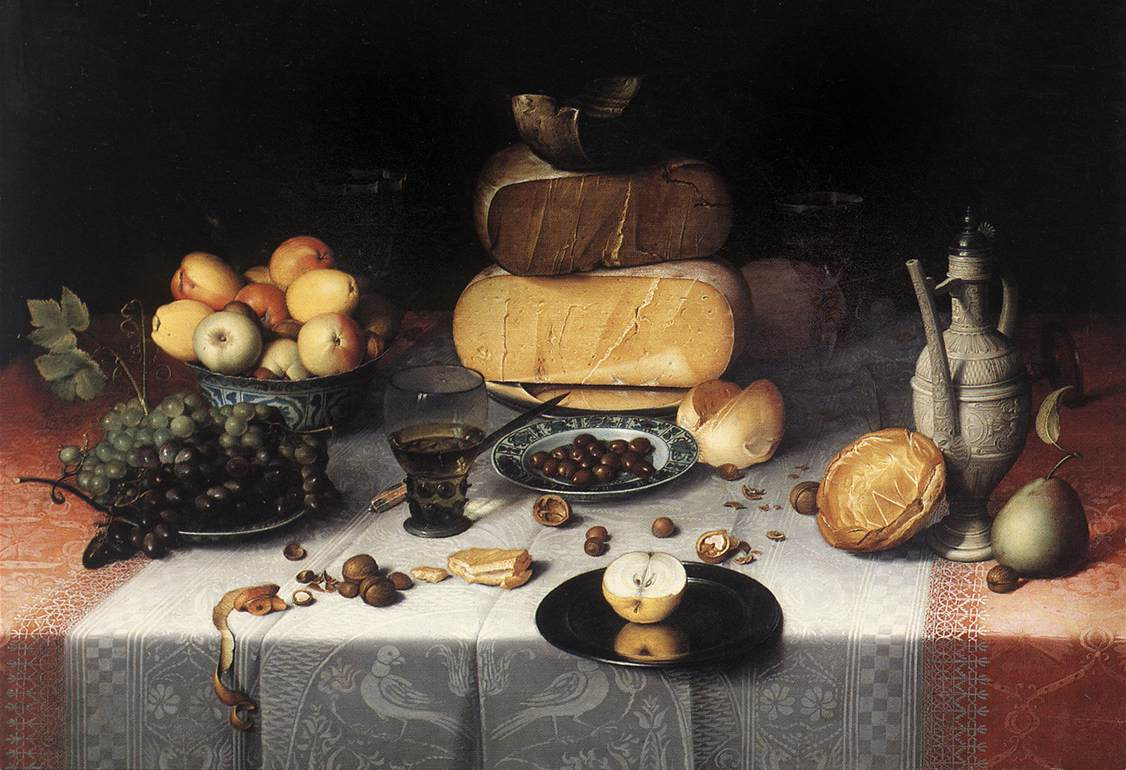
Флорис ван Дейк. Натюрморт с сыром. Ок. 1615

Наряду с цветочным натюрмортом в Голландии XVII века развивается и набирает всё большую популярность ещё одна разновидность натюрморта — изображение накрытых столов (в свою очередь подразделяющаяся на так называемые «банкеты» (нидерл. banketjes) и «завтраки» (нидерл. ontbijtjes)). Родиной и центром этого вида натюрморта был Харлем. Предпосылкой его создания стало широкое распространение ещё в XVI веке портретов участников стрелковых гильдий во время банкета. Постепенно изображение накрытого стола стало самостоятельным жанром.
Набор предметов, образующих натюрморт, первоначально включал традиционные для голландцев продукты: сыр, ветчину, булочки, фрукты, пиво. Однако потом в натюрмортах стало появляться всё больше характерных для торжественных случаев или столов зажиточных горожан яств: дичь, вино, пироги (самым популярным был пирог с ежевикой). Помимо традиционной селёдки появились омары, креветки, устрицы. Среди прочих деликатесов, которые любили изображать голландские художники, были виноград, оливки и артишоки.
Стала использоваться и дорогая посуда из серебра и китайского фарфора, кувшины, таццы. Особым вниманием художников пользовались бокалы: рёмер, беркемайер, пас-бокал, флёйт-бокал, венецианский бокал, акелей-бокал. Наиболее изысканными были кубки-«наутилусы», изготавливавшиеся из раковины одноимённого моллюска.
Частыми атрибутами натюрмортов были солонка и столовый нож. В качестве колоритного пятна нередко использовался наполовину очищенный лимон.

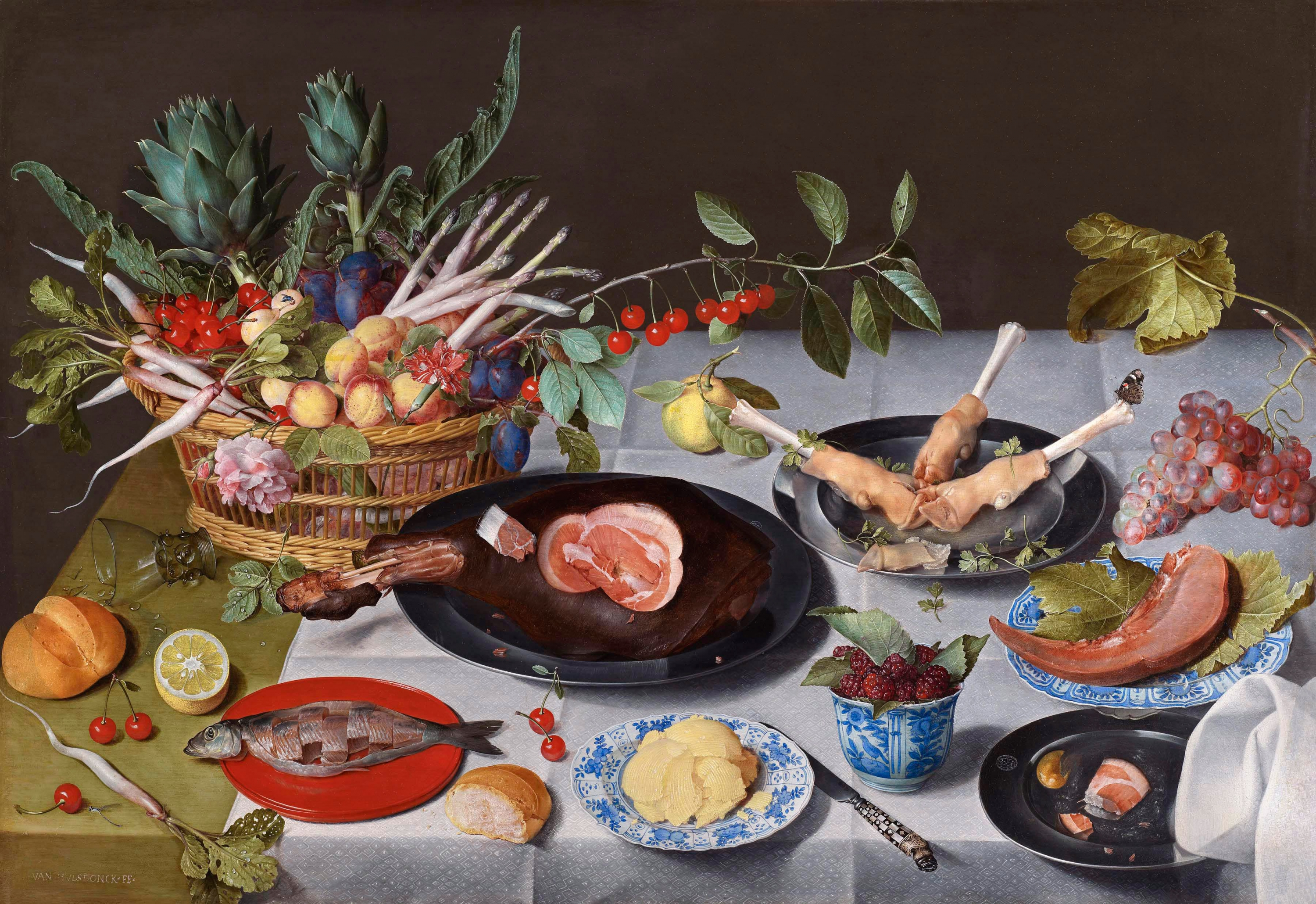
Якоб ван Хюльсдонк. «Натюрморт с артишоками, редисом, спаржей, сливами и персиками в корзине». 1608—1647

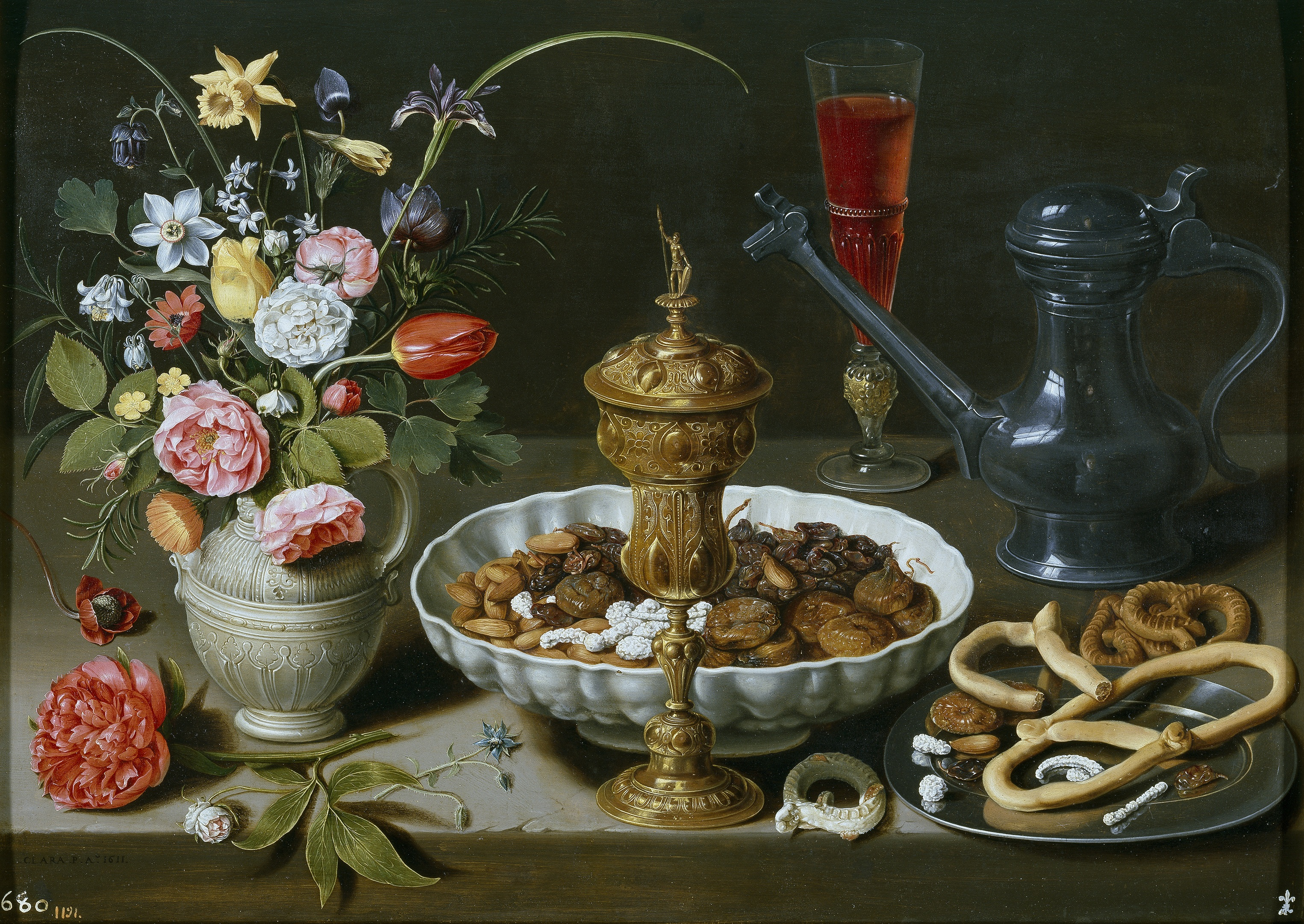
Клара Петерс. «Сервированный стол». 1611

Одним из самых ранних натюрмортов, демонстрирующих сервировку голландского стола, является «Накрытый стол» харлемского художника Николаса Гиллиса (около 1580 — после 1632). В своих картинах он использовал повышенную точку зрения, позволявшую охватить взглядом весь стол.
Для натюрмортов Флориса Герритса ван Схотена (около 1590 — после 1655) характерна многосложность, обилие предметов сервировки и деталей. Однако благодаря искусно выстроенной композиции и умелому использованию светотени его натюрморты не производят впечатление перегруженных. В ряде случаев художник использовал приём перемещения акцента натюрмортной группы в сторону от геометрического центра картины.
Значительной фигурой этого вида натюрмортной живописи был Флорис ван Дейк (1575—1651), также родом из Харлема. Сохранились четыре принадлежащих его кисти натюрморта, представляющие собой типичные «сервированные столы». Центром картин ван Дейка была пирамида из сыров, задний план растворялся в дымке.
В этом же виде натюрморта специализировалась фламандская художница Клара Петерс (1594—1657). На тот момент она была единственной женщиной, работавшей в жанре натюрморта. Клара Петерс создала большое количество работ, отличавшихся тщательностью исполнения. Она часто изображала дорогую изысканную посуду, омаров и устриц. В некоторых своих натюрмортах она использовала пониженную точку зрения, чуть ли не на уровне стола.
Композиции в жанре «накрытых столов» создавал также Ханс ван Эссен (1587/1589 — после 1648), родившийся в Антверпене и живший впоследствии в Амстердаме.
Рулоф Кутс (1592/1593 — 1655) из Харлема применял приём нарочитой небрежности: тарелка или нож на его картинах наполовину свисали с края стола. Одним из первых он стал создавать полотна, изображающие не накрытый стол, а стол со следами закончившегося завтрака, внося в картины мотивы «суеты сует»: часы, книги, упавшие виноградины.

#### Тональный натюрморт

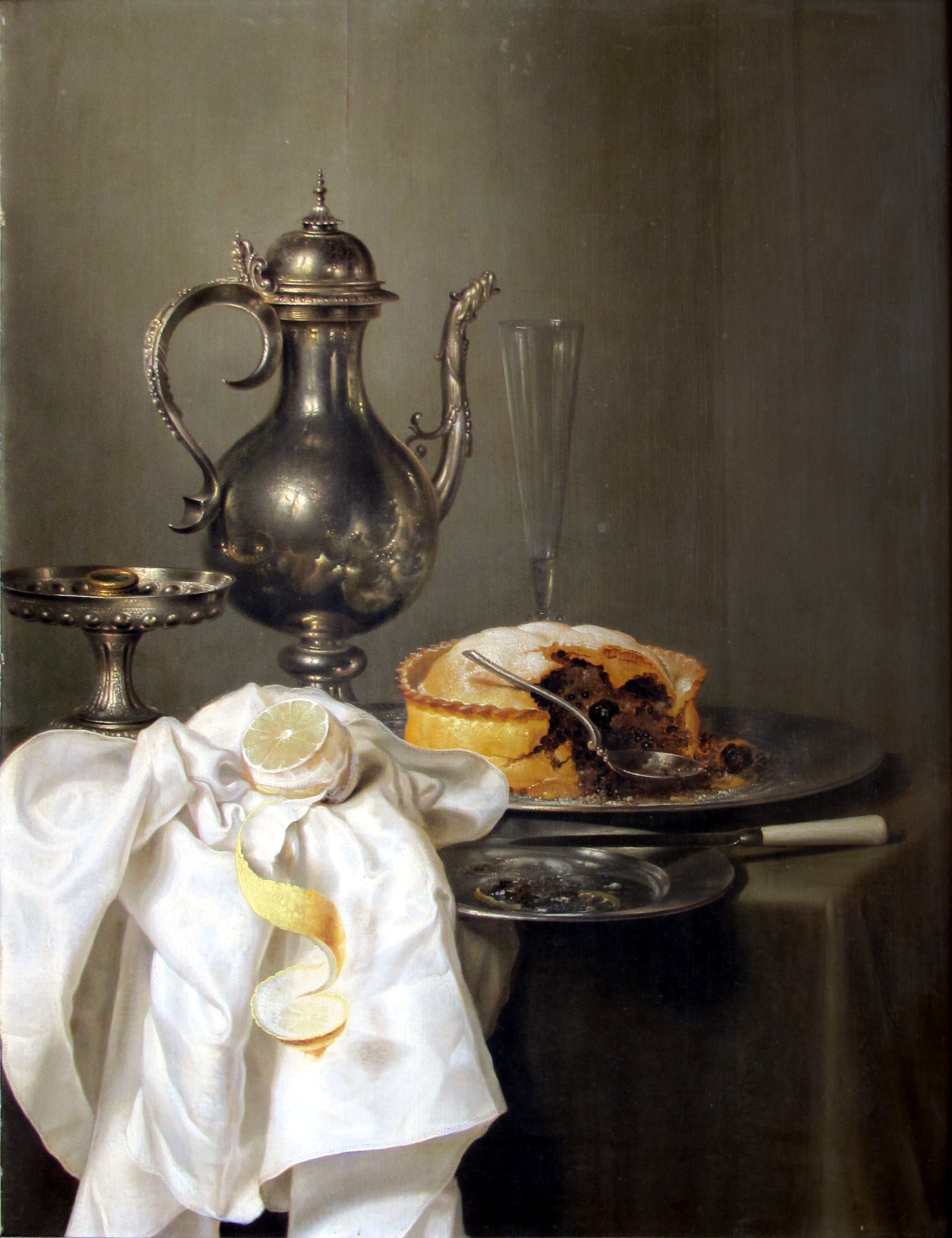
Виллем Клас Хеда. Натюрморт с серебряным кувшином и пирогом. 1645

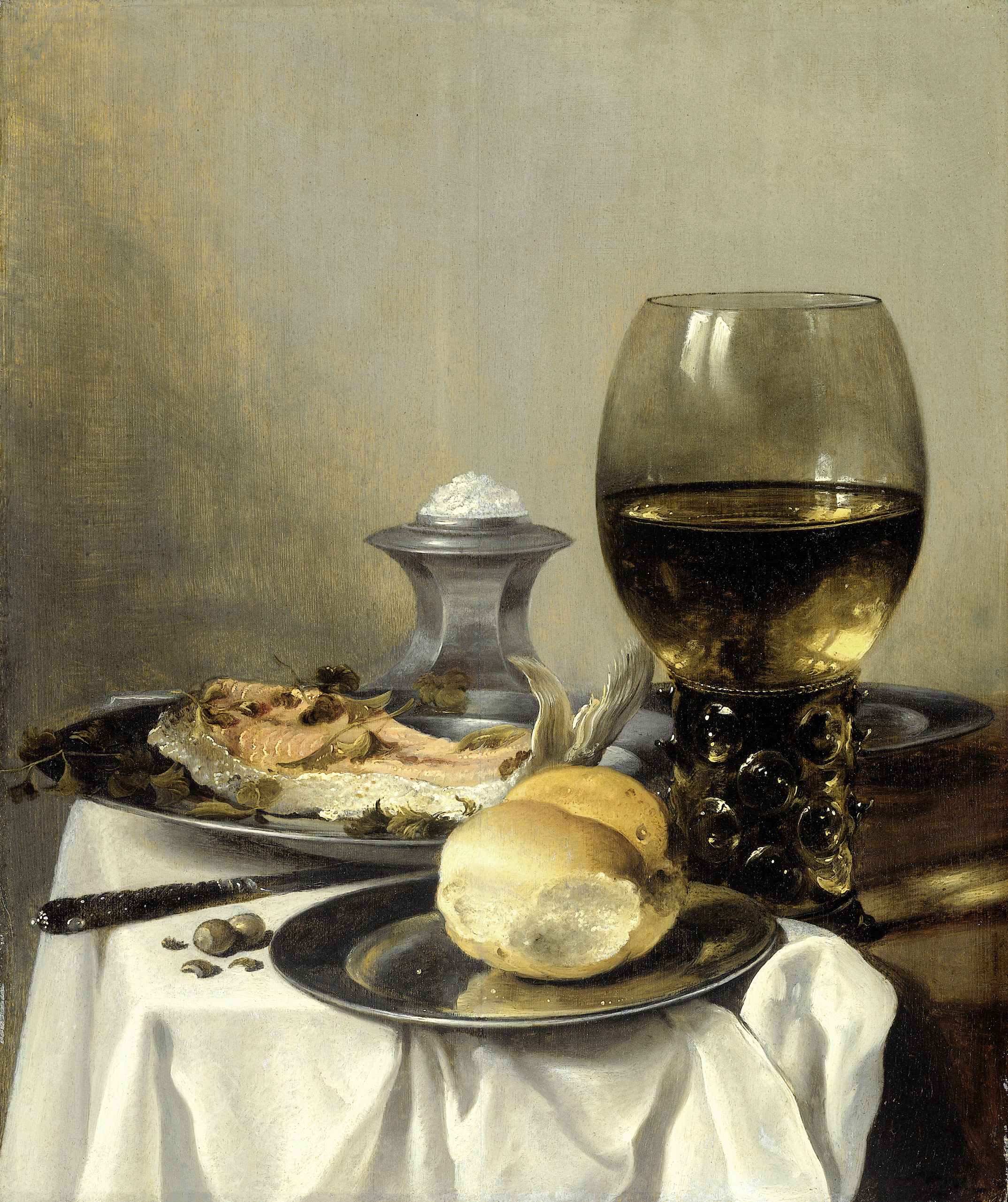
Питер Клас. Натюрморт с солонкой. Ок. 1644

Особая разновидность натюрморта — так называемый тональный, или монохромный натюрморт — сложилась в Харлеме в 1620—30 годах. Во главе нового направления стояли художники Питер Клас и Виллем Клас Хеда. В их творчестве натюрморт эволюционировал от роскошных «банкетов» к скромным «завтракам», от праздничной торжественности и строгого порядка — к интимности и живописному «беспорядку».
К тому времени тональное направление уже разрабатывали голландские художники-пейзажисты: их работы отличались тонкими градациями и переходами тона, а предметы словно растворялись в серо-коричневой дымке. Их достижения были использованы авторами натюрмортов: живописцы создавали картины в приглушённых тонах, используя преимущественно оттенки серого и коричневого. Важная роль отводится свету: он играет на поверхности стеклянных и металлических сосудов и объединяет сгруппированные в разных планах предметы. Можно считать, что именно монохромные «завтраки» стали первым по-настоящему самобытным видом голландского натюрморта.
Первые натюрморты Питера Класа (1597/1598 — 1661) написаны в традициях «накрытых столов» (хотя уже и в них заметна некоторая асимметрия и нарочитая небрежность). Затем он перешёл к натюрмортам «суета сует». Одним из главных элементов этих натюрмортов была курительная трубка: в Голландии в то время увлекались курением длинных глиняных трубок, и мода на них нашла отражение как в литературе, так и в изобразительном искусстве. Однако постепенно тема «завтраков» стала основной в творчестве Класа. Именно в «завтраках» художник выработал свой стиль, для которого характерен небольшой набор изображаемых предметов, колорит в едином серебристо-сером тоне с тонкостью светотеневых градаций и бликами света на металлической или стеклянной посуде. Клас размещает предметы в разных планах и всячески подчёркивает трёхмерность изображаемого пространства. В ряде случаев им использовался вертикальный формат полотна с доминантой, заданной рёмером или высоким бокалом.
Сходный с Класом стиль выработал Виллем Клас Хеда (1594—1680/1682), однако в его работах тональное начало выражено сильнее: композиции Хеды практически лишены ярких локальных цветов. В его натюрмортах стол и предметы сервировки выдержаны в оливково-серых тонах, зачастую контрастирующих с белизной скатерти; отдельными цветовыми акцентами служат лимон, ветчина или корочка пирога.

Хеда исключительно искусно выстраивает композицию своих «завтраков», располагая предметы то параллельно плоскости холста, то по диагонали. После 1630-х годов он все чаще использовал вертикальный формат картин. Обобщающим началом, как и у Класа, служит играющий на поверхности предметов свет.

Многие предметы, изображённые на натюрмортах Хеды, олицетворяют «суету сует»: разбитые бокалы, опрокинутые таццы, пустые раковины устриц. Трапеза окончена, и в этом следует видеть аллюзию на бренность всего земного.

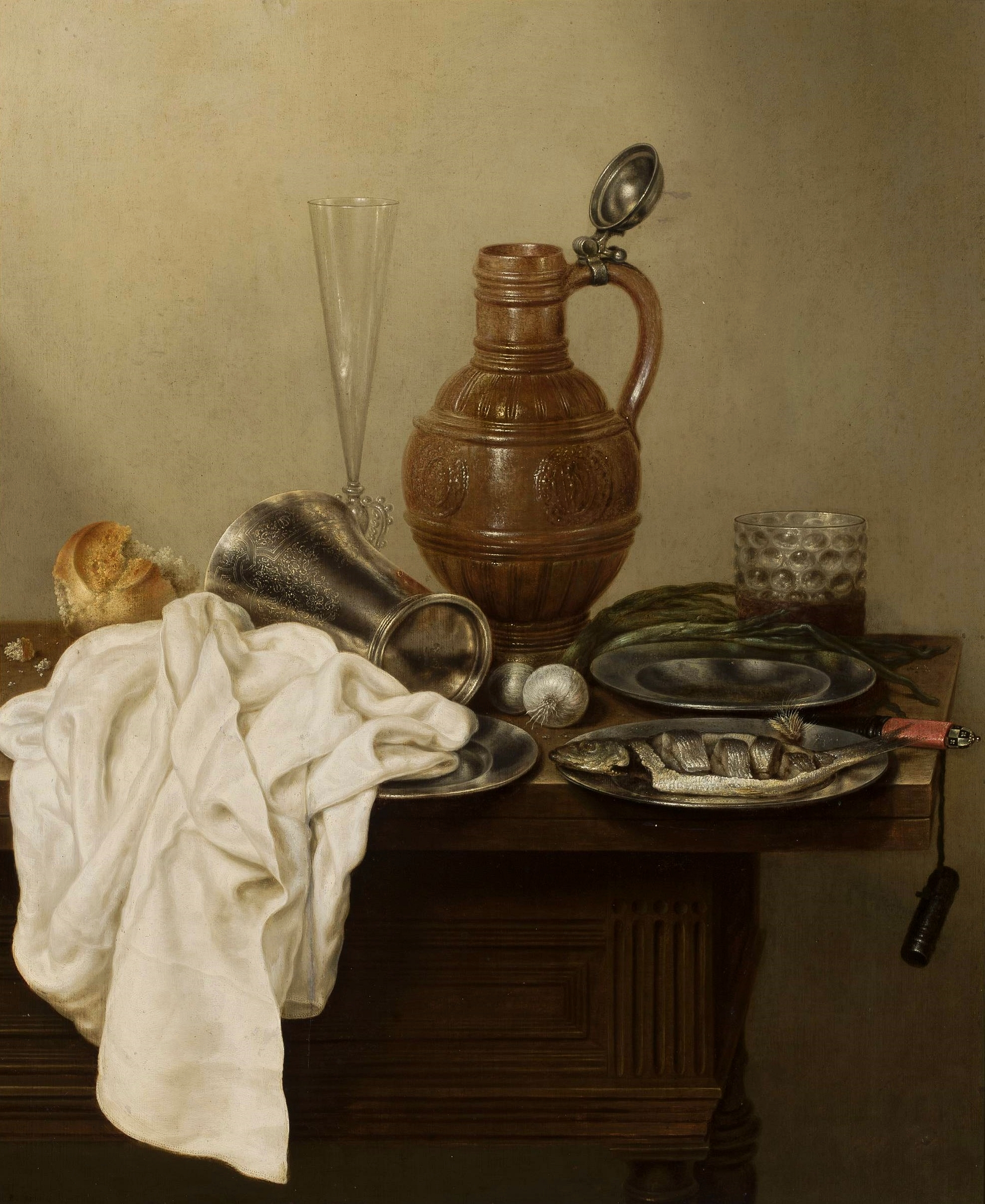
Геррит Виллемс Хеда. Натюрморт с глиняным кувшином

Тип монохромного «завтрака», созданный Класом и Хедой, стал широко распространяться в Голландии 1630—1640-х годов.
Одним из последователей Класа был Франхойс Элаут, также харлемец (1596—1641). Он был очень популярен при жизни, но картин его до нашего времени сохранилось мало.
Много учеников и последователей было у Хеды, среди которых его сын Геррит Виллемс Хеда (1620—1702). Для его творчества характерен вертикальный формат с доминированием предмета, расположенного по центру, и использованием светотени, резко выделяющей атрибуты натюрморта на фоне полумрака комнаты.
Ещё одним учеником Хеды был Мартен Буллема по прозвищу «Немой» (De Stomme). Он также выстраивал свои натюрморты вокруг центральной оси, а затем перешёл к более свободной композиции и изображению уже завершившихся завтраков.
Традиции Хеды поддерживал и Ян Янс ден Эйл (1595/1596 — 1640). В своём зрелом творчестве он ограничивался изображением 4-5 предметов, чаще всего при непременном пас-бокале, и предпочитал вертикальный формат. Ден Эйл оказал влияние на творчество своего шурина Яна Янса Трека (1605/1606 — 1652), также использовавшего оливково-серую гамму и небольшой набор предметов с доминирующим пас-бокалом.
Ещё проще композиции Яна Янса ван де Велде (1619/1620 — после 1663), находившегося под влиянием натюрмортов Питера Класа и часто изображавшего длинные курительные трубки. Его натюрморты создают атмосферу естественности, интимности и будничности.
Произведения Паулуса ван ден Боса (около 1615 — после 1655) отличаются компактностью, предельной простотой композиции и скупым колоритом.
Филипс Ангел (1616 — после 1683), Франсиск Гейсбрехтс и Йозеф де Брай (? — 1664) создали особый тип «завтрака» — крестьянский : они изображали сыр, селёдку, овощи, а вместо бокалов — деревянные кружки.

### «Кухонный» натюрморт

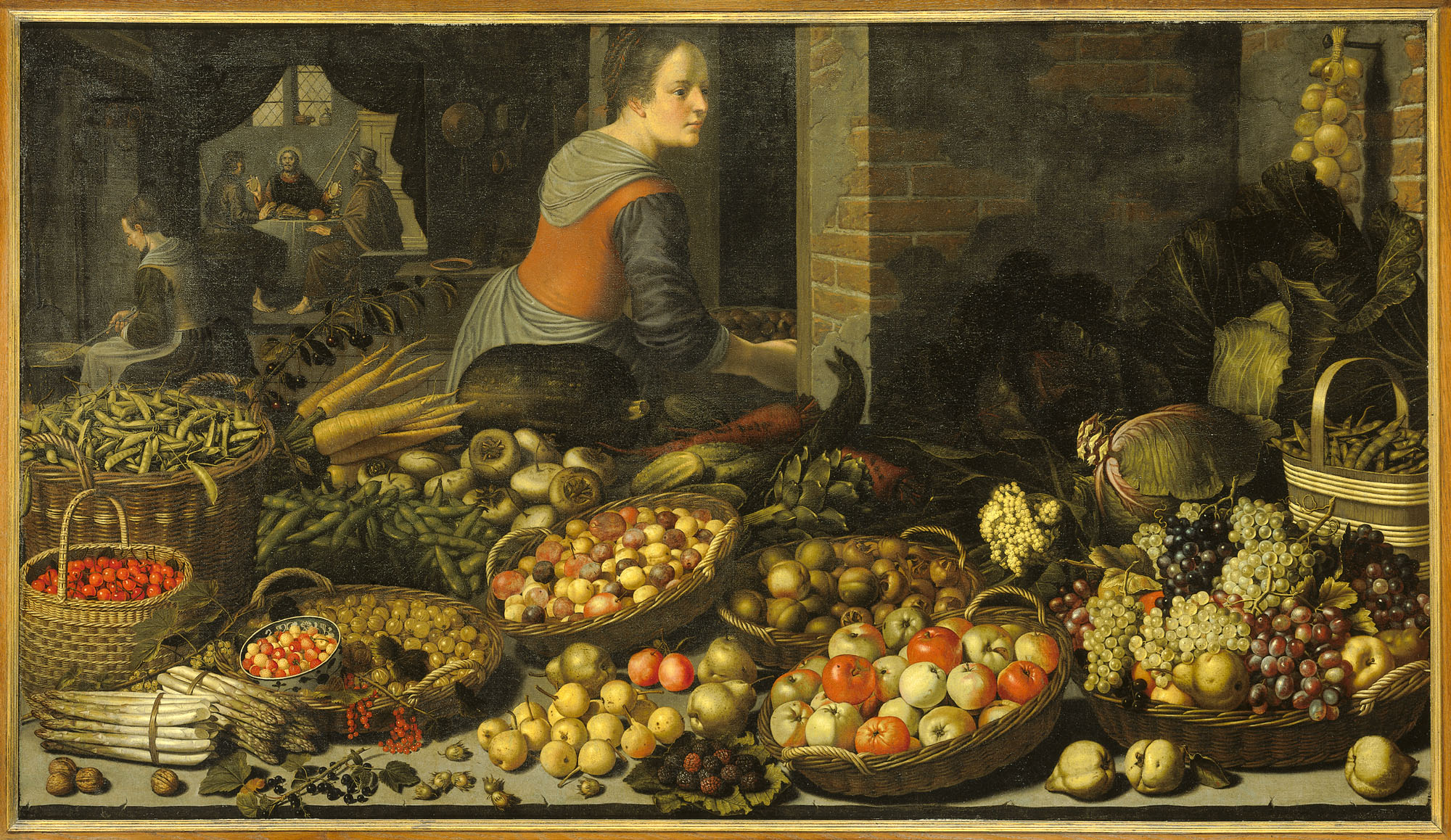
Флорис Герритс ван Схотен. Натюрморт с фруктами, овощами и сценой ужина в Эммаусе. 1630

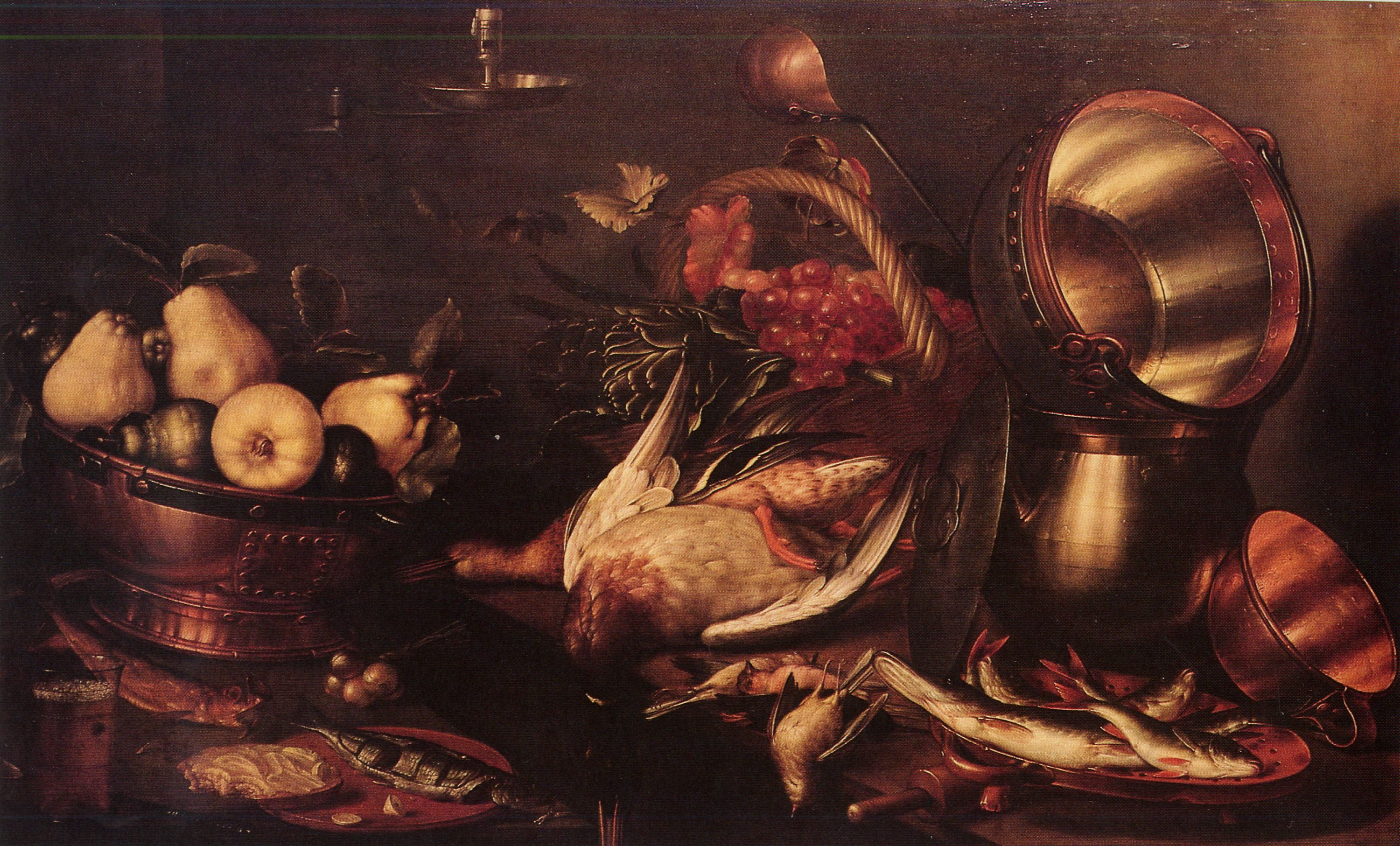
Корнелис Делфф. Кухонный натюрморт. 1610—1620

Так называемый «кухонный натюрморт» получил широкое распространение как в Голландии, так и во Фландрии. На картинах этого жанра изображалась разнообразная кухонная утварь и продукты, предназначенные для приготовления обеда. Отчасти сохранилась (вслед за художниками XVI века Питером Артсеном и Иоахимом Бейкеларом) традиция изображения хозяйки дома, кухарки или слуг, однако всё чаще они передвигались на второй план. На первом же плане были кухонная посуда и принесённые на кухню мясо, рыба и множество овощей: тыква, репа, брюква, капуста, морковь, горох, фасоль, лук и огурцы. У более состоятельных людей на столе появлялись цветная капуста, дыни, артишоки и спаржа. В развитии жанра участвовали главным образом мастера из Роттердама, а также харлемец Флорис ван Схотен (которого можно считать родоначальником этой разновидности натюрморта) и мастер из Мидделбурга Франсуа Рейкхалс. Кроме того, кухонный натюрморт был популярен среди художников Делфта.
Флорис Герритс ван Схотен известен в первую очередь как автор «накрытых столов», однако он писал и кухонные сцены. Некоторые из них близки к жанровой живописи; другие представляют собой «чистый» натюрморт.
Уроженец Делфта Питер Корнелис ван Рейк (1568—1628) писал картины в традициях XVI века, порой с библейскими сценами на втором плане. После путешествия в Италию в его картинах стало заметно влияние итальянской живописи.
Корнелис Якобс Делфф (1571—1643), ученик ван Рейка, совмещал натюрмортные и жанровые мотивы. Он использовал повышенную точку зрения и на первый план любил размещать кухонную посуду.
C кухонным натюрмортом нередко сближаются работы художников-жанристов, писавших сцены из повседневной жизни голландцев. Так, жанрист и портретист Готфрид Схалкен (1643—1706) в своей картине «Проба вина» изобразил любовную сцену, однако антуражем для неё стала кладовка с бочками вина и припасами.
Корнелис Питерс Бега (1631/1632 — 1664) также рисовал преимущественно жанровые сцены. Ему принадлежит картина «В кухне», необычная тем, что художник привносит в натюрморт мифологические мотивы, изображая пришедшего в гости к крестьянам сатира.
Группа мастеров бытового жанра братья Корнелис и Герман Сафтлевены (1607/1608 — 1681 и 1609—1685), Питер де Блот (1601—1658), Хендрик Мартенс Сорг (1611—1670) и Экберт ван дер Пул (1621—1664) совмещали «кухонные» натюрморты с жанровыми мотивами, но доминировали в их картинах всё же предметы быта, а человеческие фигуры играли второстепенную роль.
Близки к работам роттердамских жанристов и натюрморты известного мастера «крестьянских завтраков» Филипса Ангела.
В отличие от художников, изображавших кухню зажиточного бюргера с её чистотой и порядком, Франсуа Рейкхалс (после 1600—1647) писал бедные крестьянские кухни, тщательно выписывая предметы обстановки. В более позднем своём творчестве Рейкхалс обратился к жанру «роскошного» натюрморта.
Более 60 работ посвятил теме кухонного натюрморта и другой известный мастер «роскошных» натюрмортов — Виллем Калф.

### «Рыбный» натюрморт

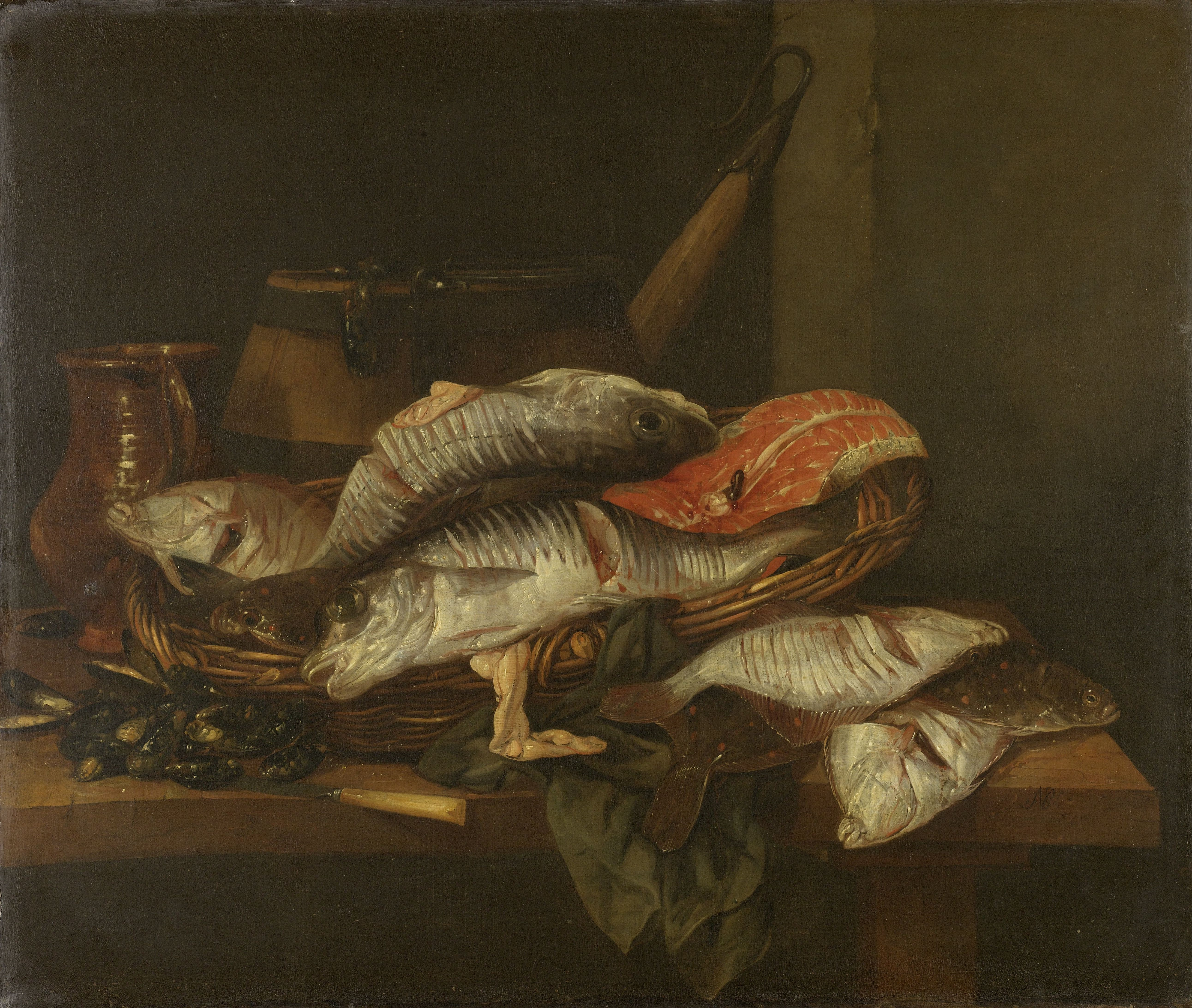
Абрахам ван Бейерен. Натюрморт с рыбами. 1650—1670

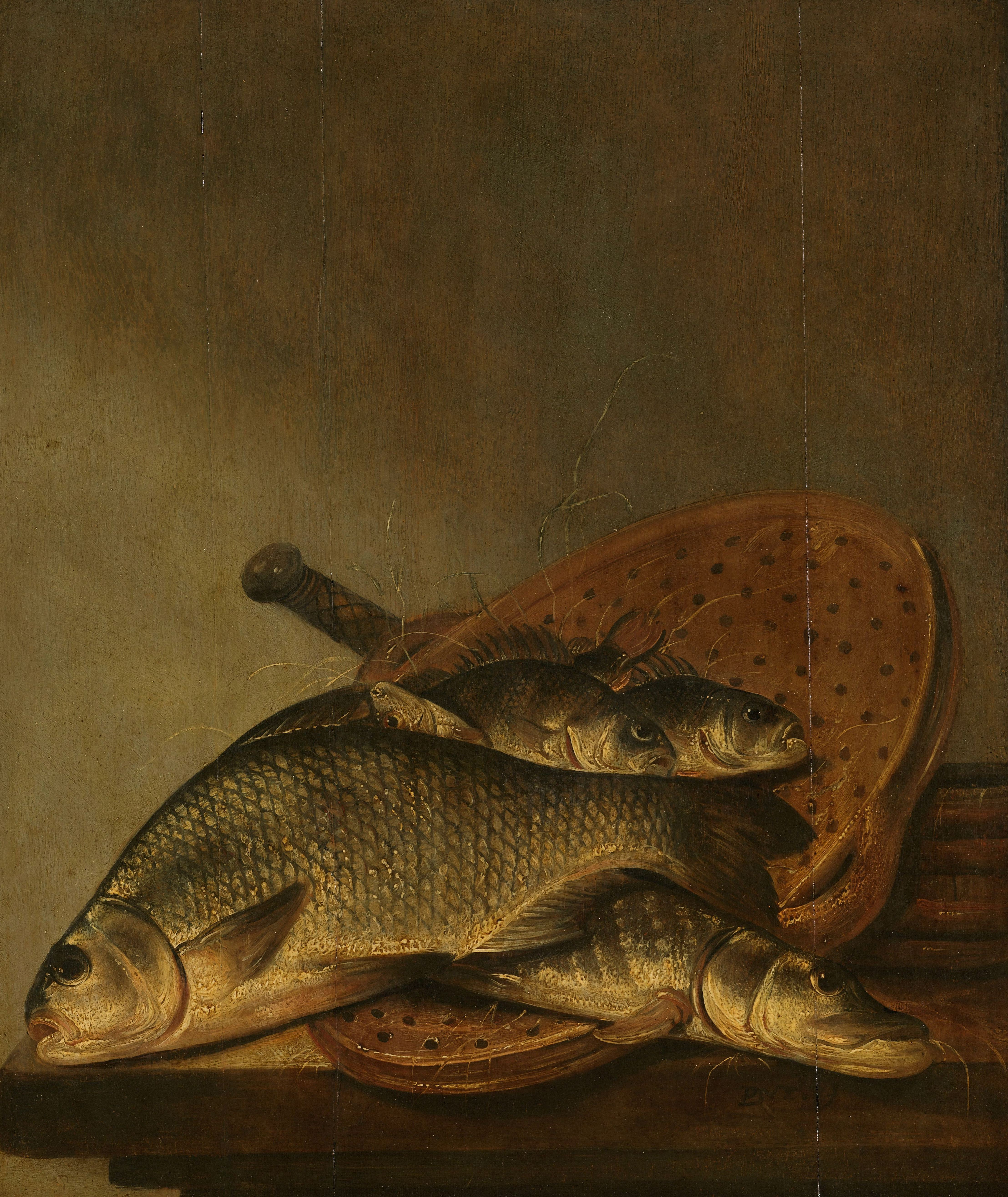
Питер де Пюттер. Натюрморт с рыбами. 1630—1659

Родиной натюрморта с рыбами стала Гаага. Близость Схевенингена располагала художников не только к написанию марин, но и к созданию особого вида натюрмортной живописи — картин с изображением рыб и морских животных. Ещё одним центром «рыбного» натюрморта стал Утрехт, несмотря на удалённость этого города от морского побережья.
Основоположниками этого вида натюрморта были Питер де Пюттер, Питер ван Схайенборг и Питер ван Норт.
Питер де Пюттер (1600—1659) специализировался почти исключительно на рыбных натюрмортах. Подобное самоограничение было смелым шагом со стороны художника; очевидно, он был уверен в том, что его работы будут иметь успех у голландцев — нации мореплавателей и рыбаков.

В своих работах де Пюттер, как правило, следовал одной и той же схеме: избирал высокую точку зрения, с которой хорошо видно стол со сваленной на него рыбой, иногда добавляя в натюрморт дополнительные детали — рыболовную сеть, корзину, кухонный нож или сковороду. Его работы отличаются жёстким рисунком и скупым колоритом.
Главным представителем этого направления живописи стал ученик де Пюттера Абрахам ван Бейерен (1620/1621 — 1690), который работал и во многих других жанрах натюрморта, а также писал марины. Он изображал рыб в разной обстановке: лежащими грудой на берегу, разложенными на столе, подвешенными на крючках. Натюрморты ван Бейерена отличаются реалистичностью; не составляет труда определить изображённые им виды рыб. Особенно часто встречается изображение подвешенного за плавник карпа, возможно, имевшее некое символическое значение.

Ван Бейерен был выдающимся колористом: серебристо-серая палитра, в которой выдержана рыбья чешуя, акцентировалась отдельными яркими цветовыми пятнами, а блики света придавали изображению особую живость и выразительность.

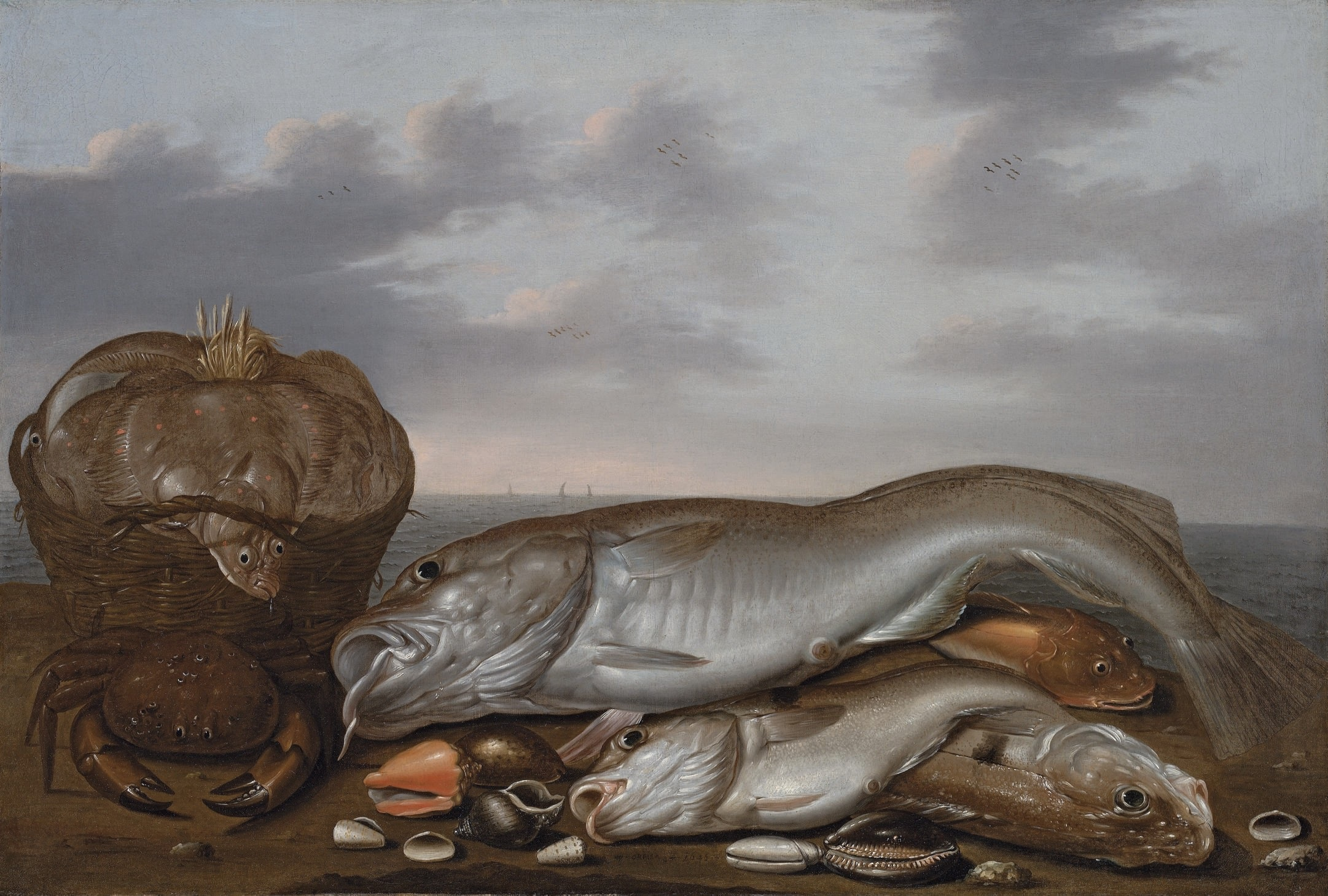
Виллем Ормеа. Натюрморт с камбалой в корзине, треской, крабом и ракушками. 1646

Возможно, учеником ван Бейерена был Исаак ван Дюйнен (1628—1677/1681), также разрабатывавший две основные темы рыбного натюрморта — «рыбы на берегу» и «рыбы на столе».
Питер ван Схайенборг (? — после 1657) писал рыб на сером или жёлто-коричневом фоне; ему принадлежат парные картины, изображающие морских и речных рыб.
Особым колоритом обладали картины Питера ван Норта (около 1600 — ?), красочно передававшего блеск рыбьей чешуи.
К числу мастеров рыбного натюрморта можно причислить Алберта Кёйпа (1620—1691), более известного в качестве пейзажиста.
«Рыбным» натюрмортом увлекались утрехтские мастера Виллем Ормеа (1611—1673) и его ученик Якоб Гиллиг (около 1630—1701). Виллем Ормеа нередко изображал рыб на фоне морского пейзажа (он работал в сотрудничестве с пейзажистом Адамом Виллартсом, который рисовал море). Картины Гиллига более традиционны; на них присутствуют в основном пресноводные рыбы, свежевыловленные или уже разделанные.

### «Суета сует» (vanitas, «учёный», или «философский» натюрморт)

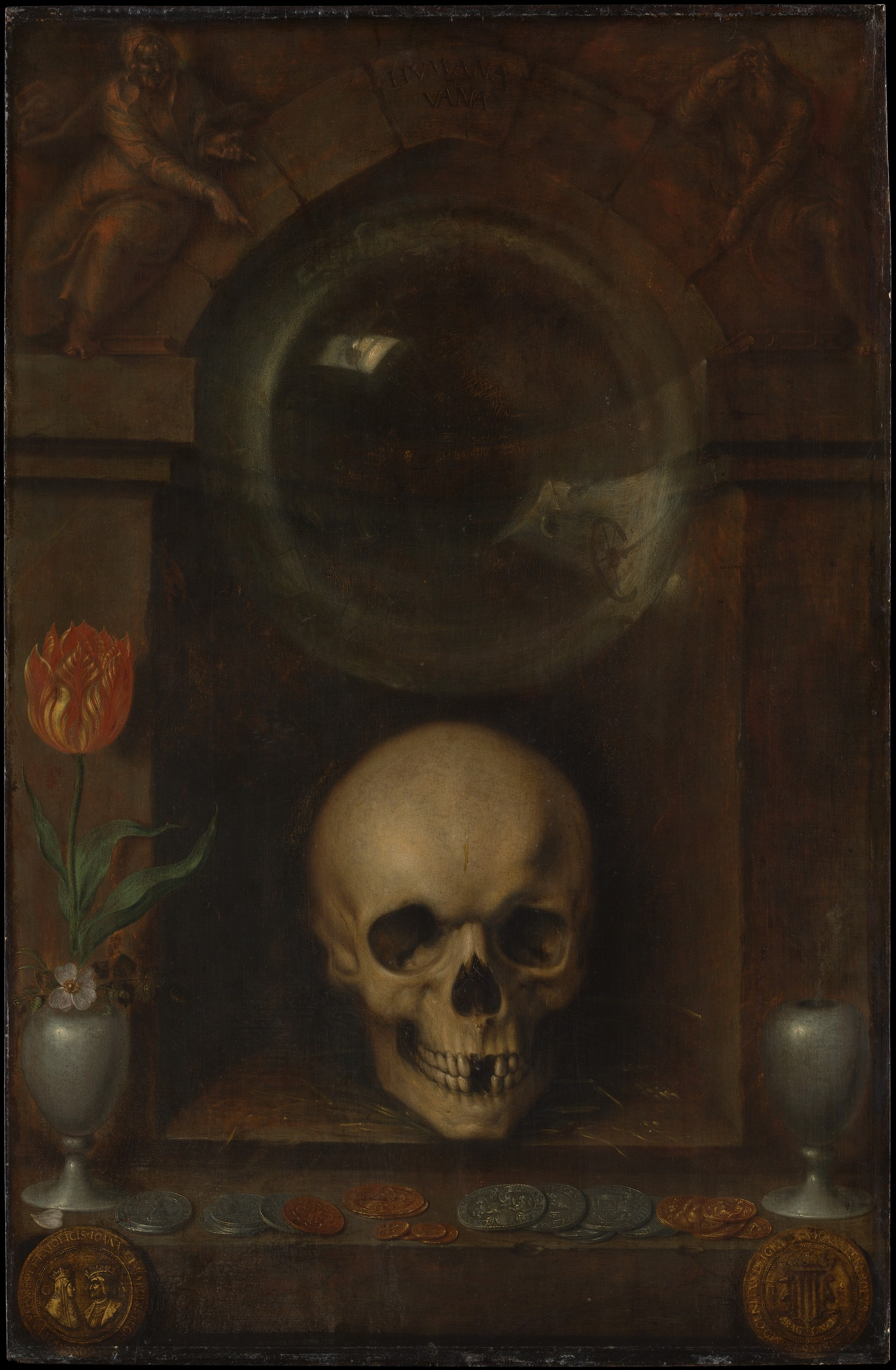
Якоб де Гейн Младший. Vanitas. 1603

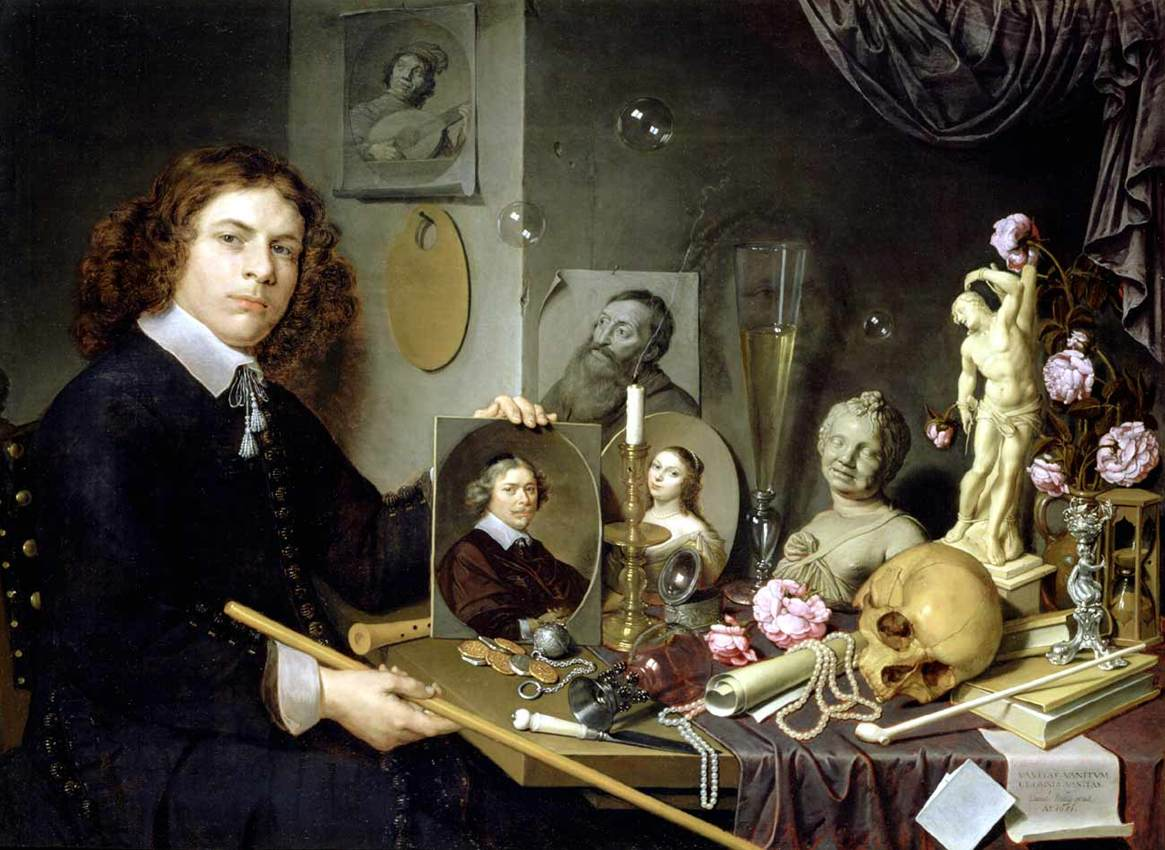
Давид Байи. Автопортрет с символами «Суеты сует». 1651

Важное место в нидерландской живописи занял философски-нравоучительный натюрморт, получивший латинское название «vanitas» («суета сует» — аллюзия на Экклезиаста). Натюрморты этого типа впервые появились во фламандской живописи XVII века, а затем получили распространение в Голландии, Италии и Испании. Предшественниками жанра считаются так называемые memento mori, аллегорические изображения, известные со времён Средневековья и призванные напоминать о бренности и преходящести всего земного. Так, вначале на надгробьях, а позднее и на реверсе заказных портретов было принято изображать человеческий череп.
Типичный натюрморт-ванитас изображал предметы, тем или иным образом ассоциировавшиеся с бренностью человеческой жизни: череп, погасшую свечу, часы, книги, музыкальные инструменты, увядшие цветы, гниющие фрукты, опрокинутую или разбитую посуду, игральные карты и кости, курительные трубки, мыльные пузыри, и т. д. Порой художник включал в произведение то или иное латинское изречение на тему «суета сует» (Vanitas vanitatum, Memento mori, Sic transit gloria mundi, и т. д.). Как правило, натюрморты были выдержаны в тёмных тонах, с преобладанием серо-коричневой гаммы. Изображаемые предметы обычно располагались подчёркнуто небрежно, хаотично: это должно было демонстрировать пренебрежительное отношение к их материальной ценности, а также символизировать тщету людских деяний.
Центром развития «учёного» натюрморта (одно из названий жанра) стал Лейден: университетский город, центр книгопечатания и оплот кальвинизма. По словам Б. Р. Виппера, «в идейных основах этого направления своеобразно переплелись средневековые представления о бренности всего земного, морализующие тенденции кальвинизма и гуманистический идеал мудрого человека, стремящегося к истине и красоте».
Первый дошедший до нас натюрморт XVII века, относящийся к жанру «суета сует», был написан Якобом де Гейном Младшим в 1603 году. Он изображает поставленный в стенную нишу череп, над которым парит мыльный пузырь, отражающий часть интерьера мастерской художника. В верхней части ниши прочитывается латинская надпись «HUMANA VANA» («человеческая суета тщетна»); череп представляет собой традиционный символ смерти, а мыльный пузырь напоминает о том, как эфемерно всё живое.
Большое влияние на развитие натюрморта типа «суета сует» оказала деятельность лейденца Давида Байи (1584—1657) и группировавшихся вокруг него мастеров. Давиду Байи принадлежит знаменитый «Натюрморт с автопортретом и символами „суеты сует“». На этой картине в относительно тесном пространстве сконцентрировано множество предметов — атрибутов жанра: книги, свеча, монета, зеркало, трубка, сорванные и увядающие цветы, песочные часы, и т .д. Череп на столе, статуэтка страдающего Христа и мыльные пузыри красноречиво говорят о скоротечности жизни.
Учеником Байи был Питер Симонс Поттер (1597—1652) — отец знаменитого художника-анималиста Паулюса Поттера. В своих натюрмортах он использовал тот же набор предметов, что и Байи: череп, книги, потухшую свечу, курительную трубку, палитру, ноты и музыкальные инструменты. Нововведением стало изображение гусиного пера с чернильницей, глобуса и саквояжа — вещей, символизировавших суетное стремление к славе и путешествиям.
Учениками Байи были также его племянники Хармен Стенвейк (1612 — после 1655) и Питер Стенвейк, родом из Делфта. Об обоих художниках известно немного, а их сохранившиеся произведения весьма малочисленны. Тем не менее, предполагается, что Хармен Стенвейк был одним из лидеров лейденской школы живописцев. Его работы отличает более тёплый, чем у Байи, колорит; кроме того, в стандартный набор изображаемых предметов он вводит ещё один символ «суеты сует» — бегущие тени.

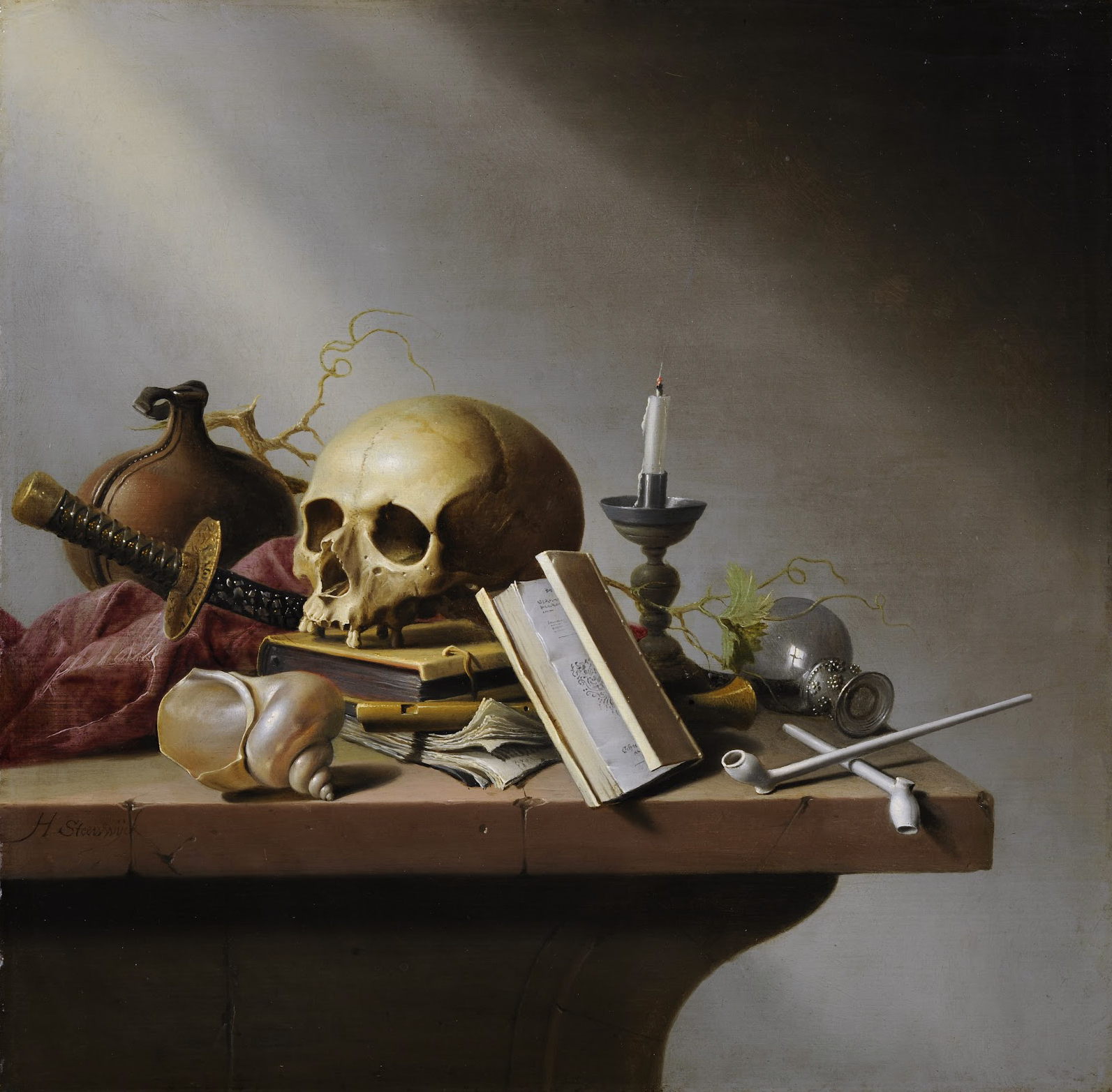
Хармен Стенвейк. Vanitas. Ок. 1640

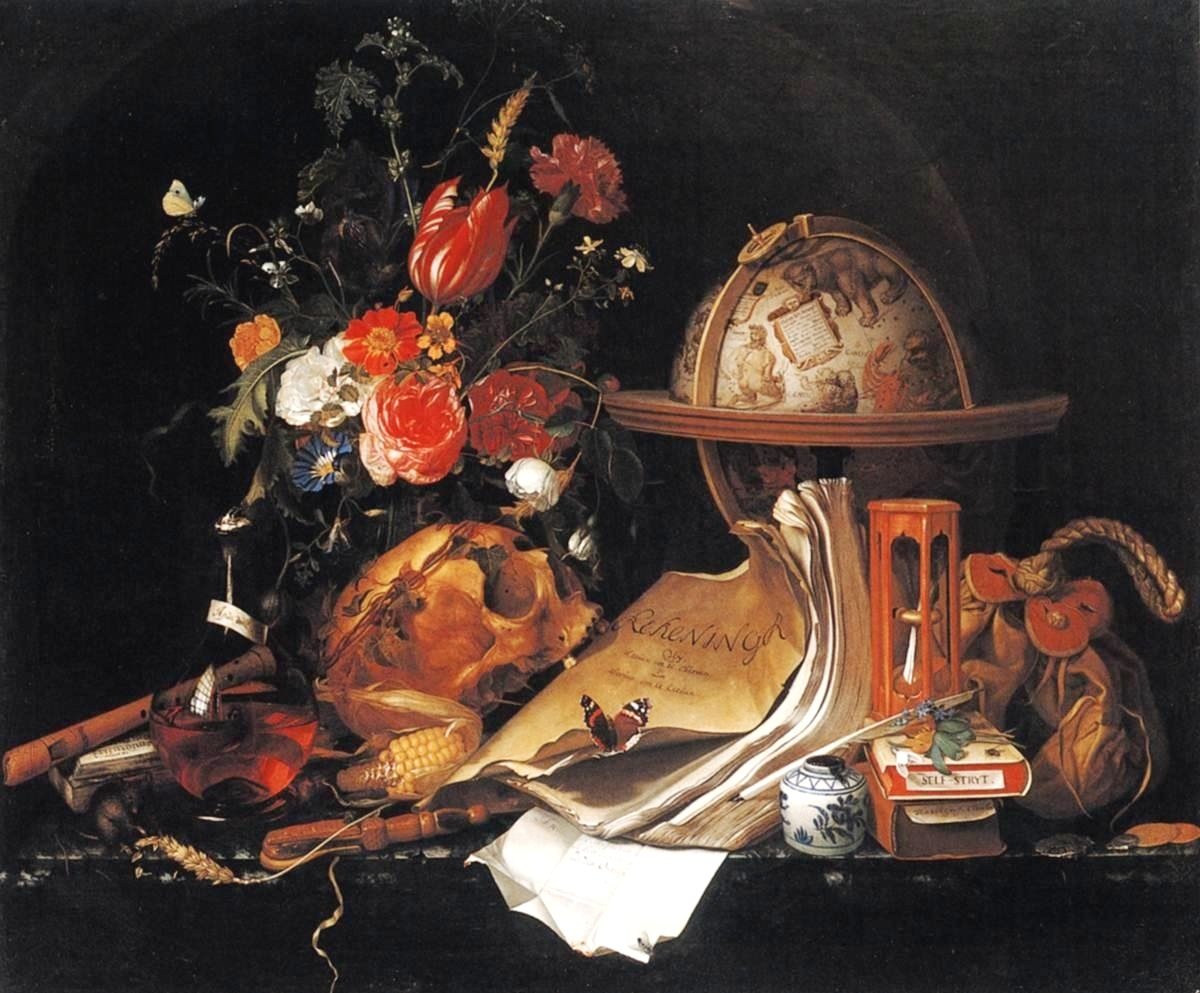
Мария ван Остервейк. Vanitas. 1668

Под влиянием Байи находился даже выдающийся мастер «роскошных» натюрмортов Ян Давидс де Хем, который переселившись в Лейден из Утрехта, написал несколько картин в жанре «суета сует». Де Хем комбинировал различные виды натюрморта: vanitas, цветочный и тональный.
Де Хем и, вслед за ним, многие другие авторы «ванитас» отводили важную роль контрасту света и тени, символизировавшему борьбу жизни и смерти. Так, на картине «Суета сует» Абрахама ван дер Схора традиционные атрибуты жанра — кости, черепа и сорванные розы — окрашены в светлые тона и помещены на тёмный фон. Важную роль светотень играет и в работах Жака де Клаува (1620 — после 1679), где яркий солнечный свет контрастирует с мрачными черепами и распятиями; и в натюрмортах Адриана ван дер Спелта (1630—1673), у которого она также создаёт иллюзию объёма.
Во второй половине XVII века трактовка сюжета претерпела некоторые изменения: из мрачного напоминания о неизбежном конце натюрморты «суета сует» превратились в своего рода картины-загадки, требующие от зрителя знания используемой в них символики. Всё чаще в них возникает мотив тщеты земной славы, занятий наукой и искусством.
Несколько картин в этом жанре создала ученица Яна Давидса де Хема Мария ван Остервейк (1630—1693), писавшая в основном цветочные натюрморты. Поэтому и в её картинах типа «суета сует» цветы играют заметную роль наряду с черепом, глобусом, книгами, флейтой, нотами и монетами. Натюрморты сопровождаются цитатами типа «Человек, рождённый женою, краткодневен и пресыщен печалями» (Книга Иова).
Подобные нравоучительные сентенции использовали в своих работах многие мастера, работавшие в жанре «ванитас»: так, известный пейзажист Ян ван дер Хейден (1637—1712) и художник из Лейдена Абрахам Сусенир (около 1620 — после 1667) включали в натюрморт Библию, открытую на нужной странице.
Картины ряда художников второй половины XVII века сближаются с ещё одной разновидностью натюрморта — так называемой «обманкой», призванной создавать иллюзию объёма и реальности изображаемого. Черты «обманки» присутствуют в работах Петруса Схотануса (ок. 1601—1675), Юриана ван Стрека (1632 — ?), Винсента ван дер Винне (1629—1702), Маттиаса Витхоса (1627—1703), Питера Ринга (1615—1660) и Эдварта Колиера (ок. 1640 — после 1706). Благодаря умело выстроенной композиции и мастерскому использованию светотени изображаемые ими предметы выглядят чрезвычайно натуралистично.

### «Обманка» («trompe l’œil», «иллюзионистский» натюрморт)

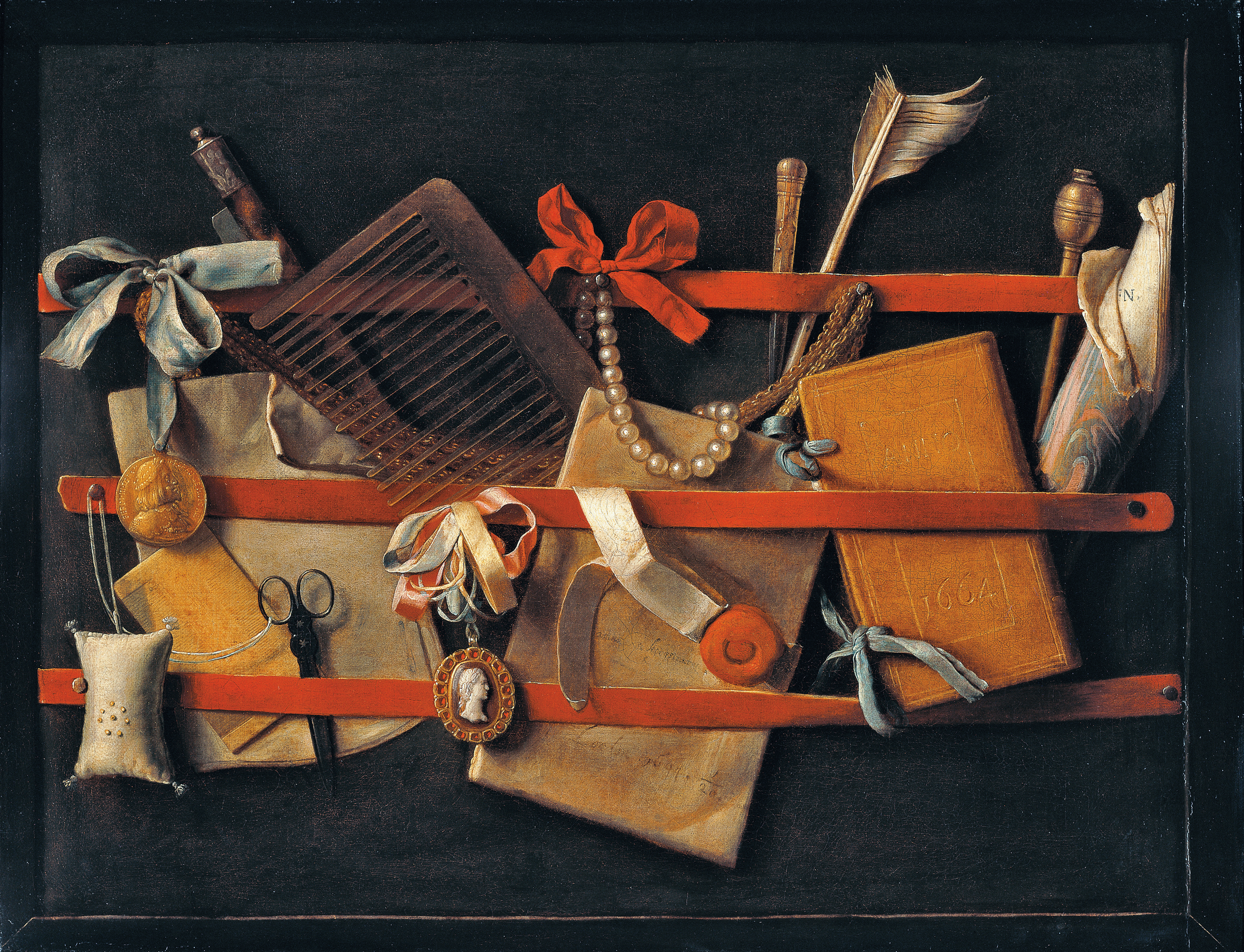
Самюэл ван Хогстратен. Натюрморт-обманка (Trompe l’œil). 1664

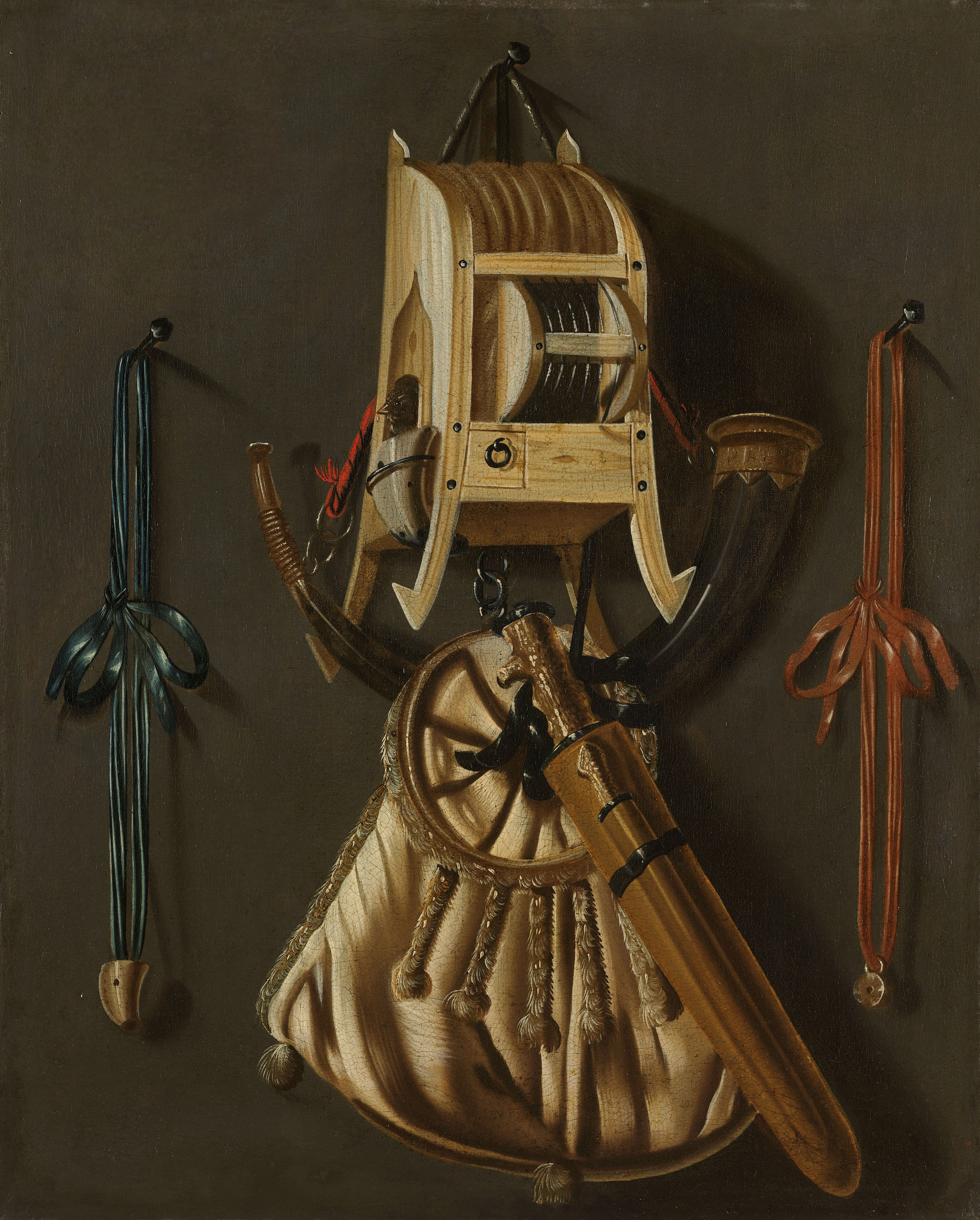
Йоханнес Леманс. Натюрморт с охотничьими принадлежностями. 1670—1686

Со времён античности художники стремились к максимально достоверному, иллюзионистскому воспроизведению натуры. В европейском искусстве приблизительно с XV века получили распространения изображения, призванные создать иллюзию трёхмерности. Чаще всего изображались предметы, типичные для обстановки жилища зажиточного бюргера — книги, письменные и туалетные принадлежности, разнообразные безделушки, охотничьи трофеи — причём художник стремился нарисовать их так, чтобы они казались действительно стоящими на полке или висящими на стене. В полутёмном интерьере нидерландского дома такие картины производили эффект реальности.
К 1650—1660-е годам сложился особый жанр «иллюзионистского» натюрморта, так называемых «обманок» (нидерл. bedriegertje), получивших впоследствии в искусствоведческой литературе наименование «trompe l’œil» (от французских слов «tromper» — обманывать и «l’œil» — глаз). В них обыгрываются несуществующие окна, рамы и занавеси, а также разнообразные предметы, находящиеся в вертикальной плоскости и как бы прикреплённые тесёмками или булавками.
Одни из первых голландских «обманок» — расписные крышки ящиков для хранения картин — были исполнены Герардом Доу (1613—1675). Иллюзия состояла в том, чтобы закрытый ящик казался открытым.
Мастерами «обманного натюрморта» были ученики Рембрандта Самюэл ван Хогстратен (1627—1678) и Хейман Дюлларт (1636—1684). Некоторые из сохранившихся натюрмортов Хогстратена изображают дверцы шкафчиков с находящимися на них предметами. Художник с исключительным мастерством передаёт фактуру различных материалов — кожи, металла, дерева. Множество мельчайших, тщательно прорисованных деталей придают особую достоверность изображённому.

Работы Хогстратена действительно вводили людей в заблуждение: в биографии художника авторства Арнольда Хоубракена отмечается, что обману поддался сам император Фердинанд III. Тот же Хоубракен пишет, что в доме самого Хогстратена «обманки» находились повсюду, причём нарисованные предметы выглядели как настоящие. О том, как он был обманут выдающимся мастерством Хогстратена, вспоминает в своих мемуарах и Сэмюэл Пипс.
Часто авторы «обманок» создавали натюрморты с письменными принадлежностями: разложенными на столе письмами, конвертами, перочинными ножами, лупами для чтения и т. д. Подобного рода работы есть у Корнелиса Бризе (1622 — после 1670), Валлерана Вайана (1623—1677) и мастера натюрмортов типа «суета сует» Эдварта Колиера. Последнему принадлежат многочисленные обманки в духе Хогстратена.
Многие мастера объединяли в своих работах две разновидности натюрморта — «иллюзионистский» и «охотничий». Подобного рода «обманки» изображали битую дичь и охотничьи снасти. Художники стремились не только максимально натуралистично изобразить убитых животных и птиц, но и передать фактуру и краски птичьего оперения. «Обманки» на охотничью тему создавали братья Антони Леманс (около 1631—1673) и Йоханнес Леманс (около 1633—1688), Якоб Билтиус (1633—1681) и его брат Корнелис Билтиус, а также автор «крестьянских» завтраков Филипс Ангел и портретист Кристоффел Пирсон (1631—1714).

### «Роскошный» натюрморт

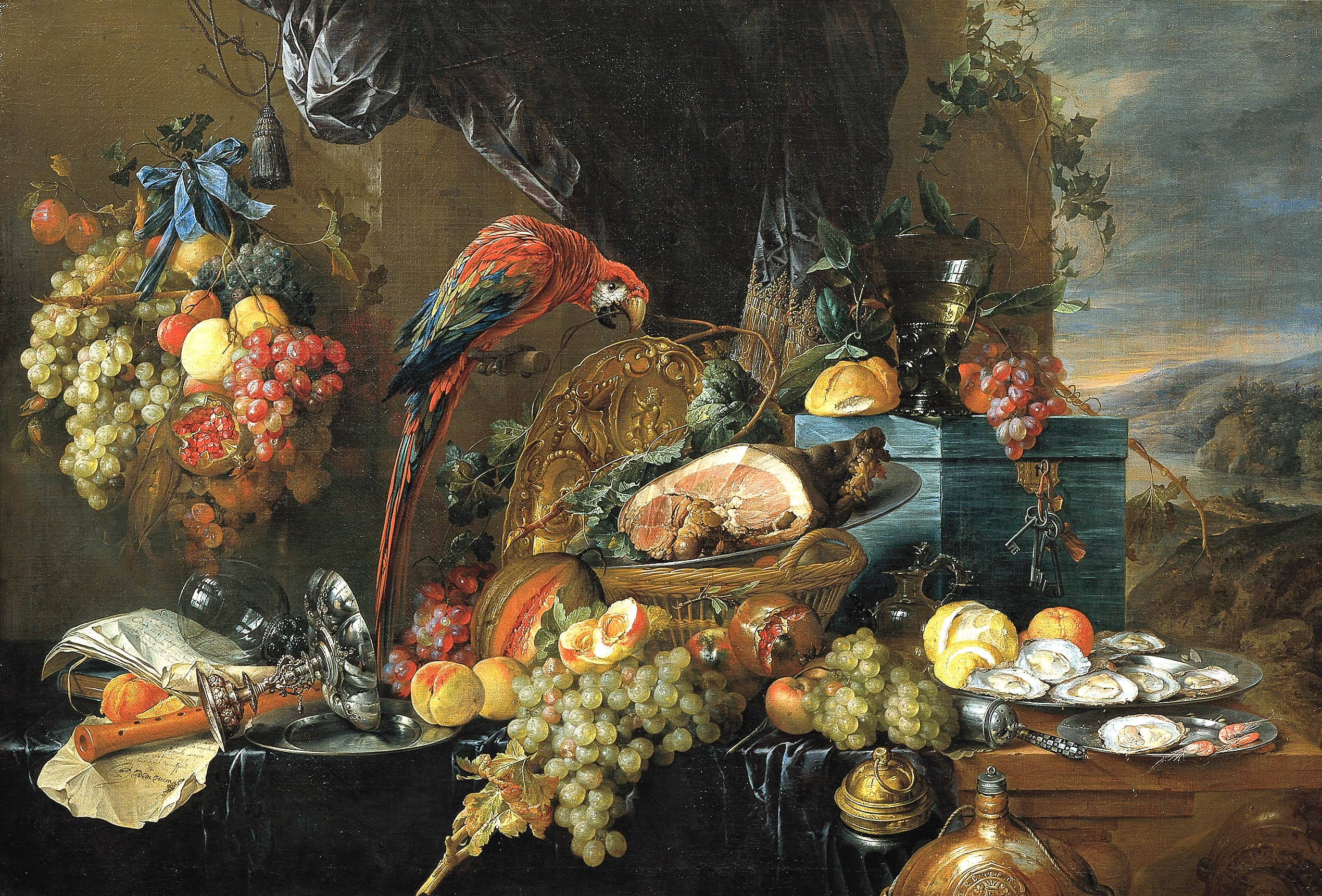
Ян Давидс де Хем. Роскошный натюрморт с попугаем. 1650

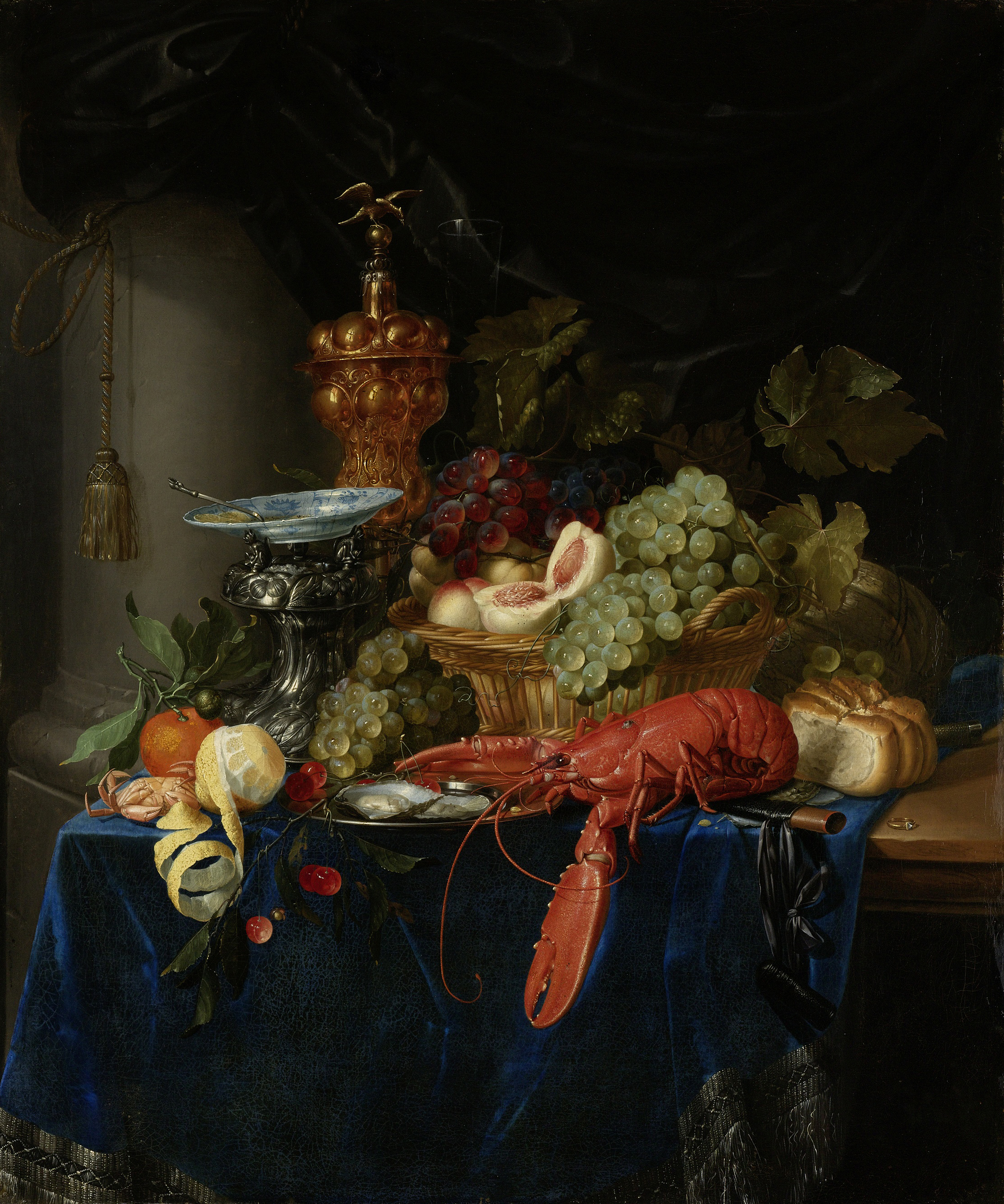
Питер де Ринг. Натюрморт с золотым кубком. 1640—1660

Начиная с 1650-х годов популярность набирает новая разновидность натюрмортного жанра — «роскошный» натюрморт (нидерл. pronkstilleven). Родоначальниками жанра были фламандские художники Франс Снейдерс и Адриан ван Утрехт. Тематика и эстетика этого вида натюрморта отражает вкусы буржуазии второй половины XVII века, её стремление к богатству, изяществу и роскоши. На картинах всё чаще появляются серебряная и золочёная посуда, китайский фарфор, делфтский фаянс, венецианское стекло, восточные скатерти и ковры, южные фрукты, омары и прочие дорогие и изысканные яства, а скупой колорит монохромных «завтраков» сменяется красочным и тёплым.
Одним из родоначальников жанра стал мастер из Утрехта Ян Давидс де Хем (1606—1684). Он пробовал себя в различных жанрах — цветочном, учёном, кухонном, тональном натюрморте. В 1636 году художник переехал в Антверпен и попал под влияние фламандской живописи. С этого времени он стал создавать роскошные натюрморты, отличающиеся красочностью и декоративностью. На них представлен настоящий «праздник изобилия»: богато сервированные столы буквально ломятся от всевозможной снеди. Цветочные натюрморты де Хема тоже имели явный фламандский след, отличаясь барочной симфонией красок.
Ян Давидс де Хем имел мастерскую с большим количеством учеников и помощников. Помимо сына мастера Корнелиса де Хема (1631—1695), усвоившего многие живописные приёмы отца, его прямыми учениками были Питер де Ринг, Николас ван Гелдер, Йоханнес Борман, Мартинус Неллиус, Маттейс Найвё, Ян Мортел, Симон Люттихёйс, Корнелис Кик. В свою очередь Кик воспитал одарённых учеников — Элиаса ван ден Брука и Якоба ван Валскапелле. Из мастерской Яна Давидса де Хема также вышли и мастер натюрмортов «суета сует» Мария ван Остервейк, и два мастера позднего цветочного натюрморта: Якоб Ротиус (1644—1681/1682) и Абрахам Миньон.
Одним из наиболее выдающихся учеников де Хема был Питер де Ринг. В его работах преобладают яркие, насыщенные тона; тщательно передаётся игра света на различных предметах. Вместо подписи де Ринг часто использовал изображение кольца (ring по-голландски означает кольцо).
Одновременно с де Хемом к жанру роскошного натюрморта обратился Франсуа Рейкхалс. Яркий колорит его работ тем удивительней, что создавались они в период господства тональной живописи. Таким образом, в своём творчестве он предвосхитил дальнейший путь развития голландского натюрморта.
Стремление к красочности характерно также для роскошных натюрмортов Абрахама ван Бейерена. Его живопись приобретает особую выразительность благодаря умелому использованию контраста тёплых и холодных цветов и различных оттенков одного и того же цвета. Композиция обычно выстраивается вокруг единого центра, которым служит сосуд с вином либо самый яркий предмет сервировки — омар. Практически во всех натюрмортах присутствует изображение карманных часов, которые, как и в жанре «суета сует», напоминают о скоротечности времени.
Один из немногочисленных последователей ван Бейерена — Абрахам Сусенир — перенял у своего учителя существенные особенности его манеры. Долгое время некоторые натюрморты Сусенира приписывались ван Бейерену.

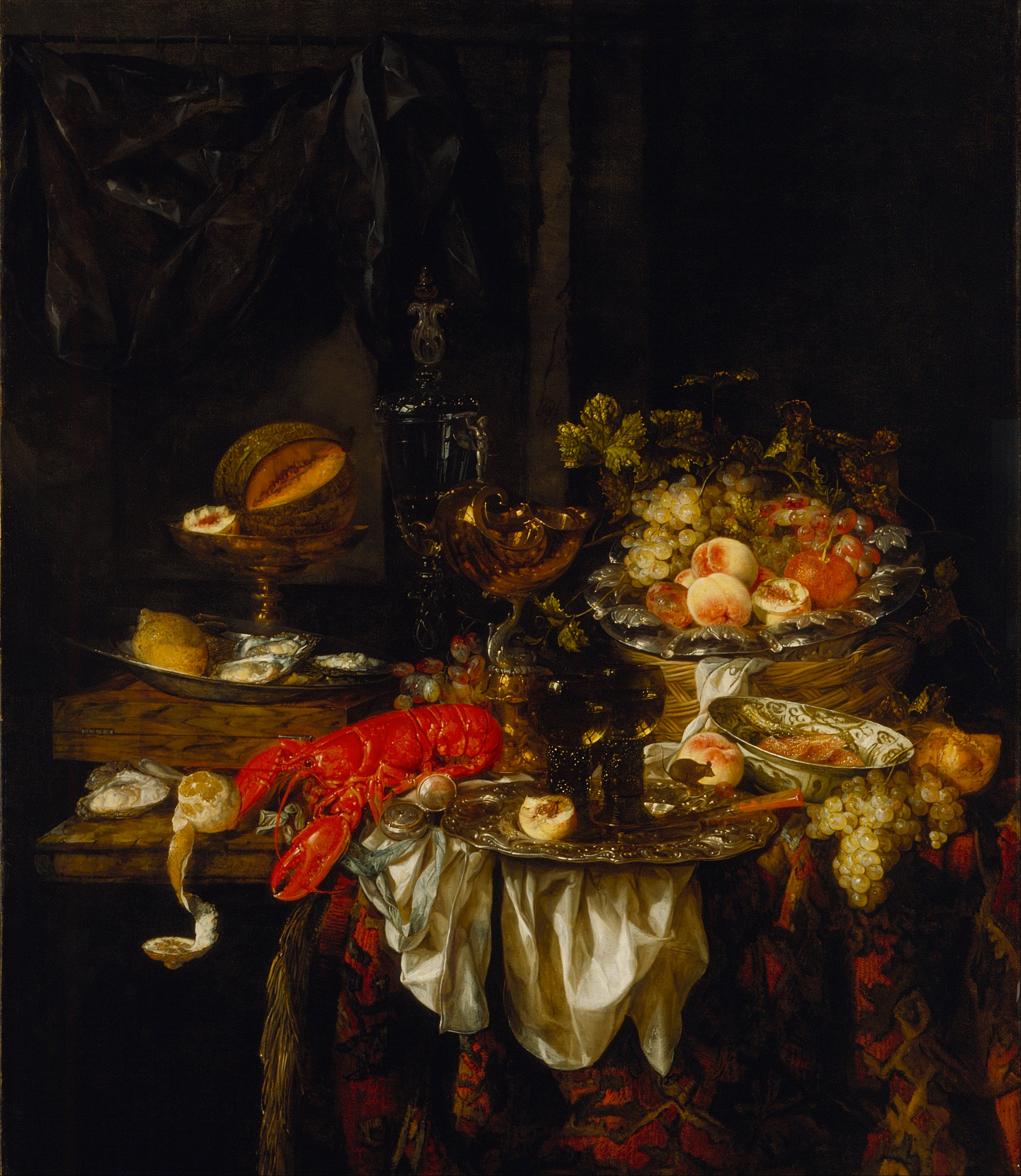
Абрахам ван Бейерен. Банкет. 1667

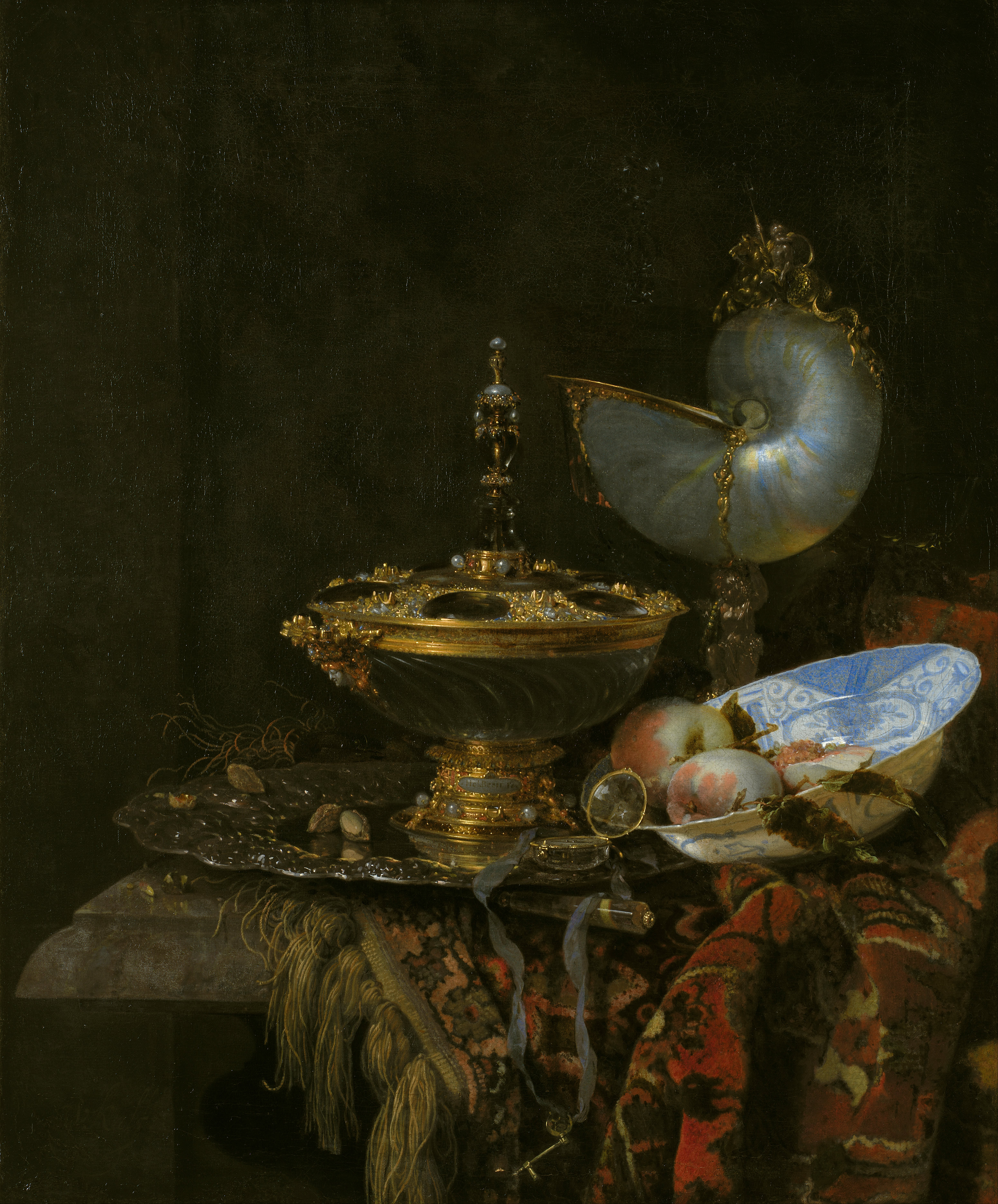
Виллем Калф. Натюрморт с блюдом Гольбейна, кубком-наутилусом и тарелкой с фруктами. 1678

Большое количество произведений в жанре «роскошного» натюрморта создал ученик Франсуа Рейкхалса, выдающийся мастер натюрморта Виллем Калф (1619—1693). В ранних своих работах художник часто использует асимметричную композицию и символику, характерную для натюрморта-ванитас: подсвечник с недогоревшей свечой, карманные часы, опрокинутый кубок. Испытав во время поездки в Амстердам влияние Рембрандта, Калф стал создавать насыщенные цветом и светом полотна, сочетая тёплую красочность с мастерским использованием светотени. Для работ «амстердамского» периода, более всего прославивших имя Калфа, характерен вертикальный формат, присутствие китайской фарфоровой посуды и ограниченный репертуар изображаемых предметов, в число которых непременно входит серебряный поднос. В натюрмортную группу часто входят рёмеры, акелей-бокалы, кубки-наутилусы, китайские вазы и кувшины, изображённые с исключительной достоверностью.

Творчество Калфа раскрыло новые возможности воплощения предметного мира и оказало решающее влияние на последующее развитие натюрморта. Последователями Калфа были Юриан ван Стрек, его сын Хендрик ван Стрек (1659 — ?), Кристиан Янс Стрип (1634—1673) и Барент ван дер Мер (1659 — до 1702).
Юриан ван Стрек много экспериментировал со светом и с цветом. Его произведения отличают богатая красочная гамма и разнообразие тоновых переходов. Ещё одной характерной чертой натюрмортов ван Стрека является ощущение присутствия человека: кажется, будто он только что встал из-за стола.
Путём приближения «роскошных» натюрмортов к «обманным» пошел другой последователь Калфа — Питер Герритс Рустратен (1627—1698). Кроме того, в его работах присутствуют и черты натюрморта «суета сует»: драгоценные вещи в его работах становятся ясно читаемыми символами суетности всего земного.

### «Охотничий» натюрморт

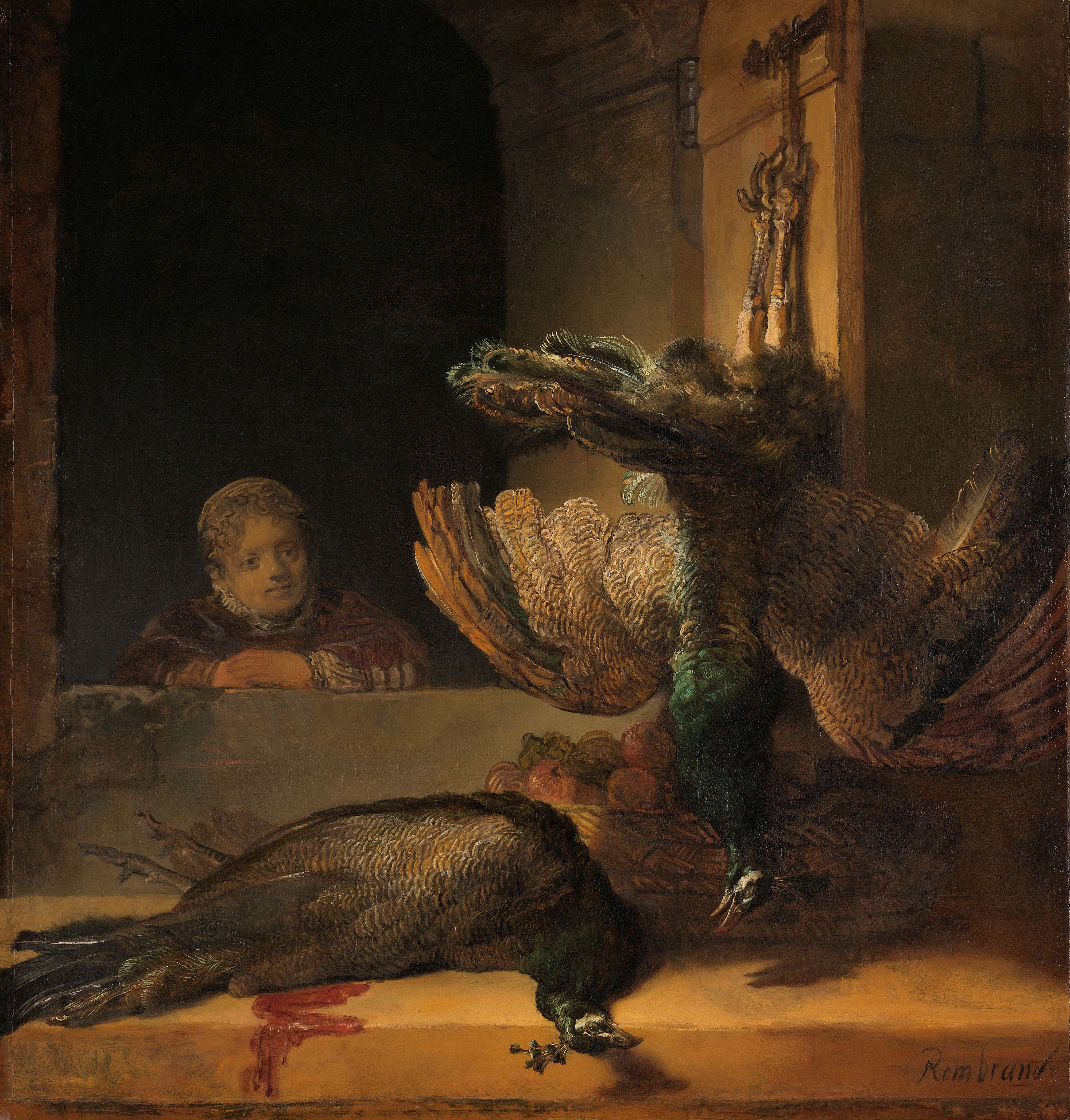
Рембрандт. Два мёртвых павлина и девушка. Ок. 1639

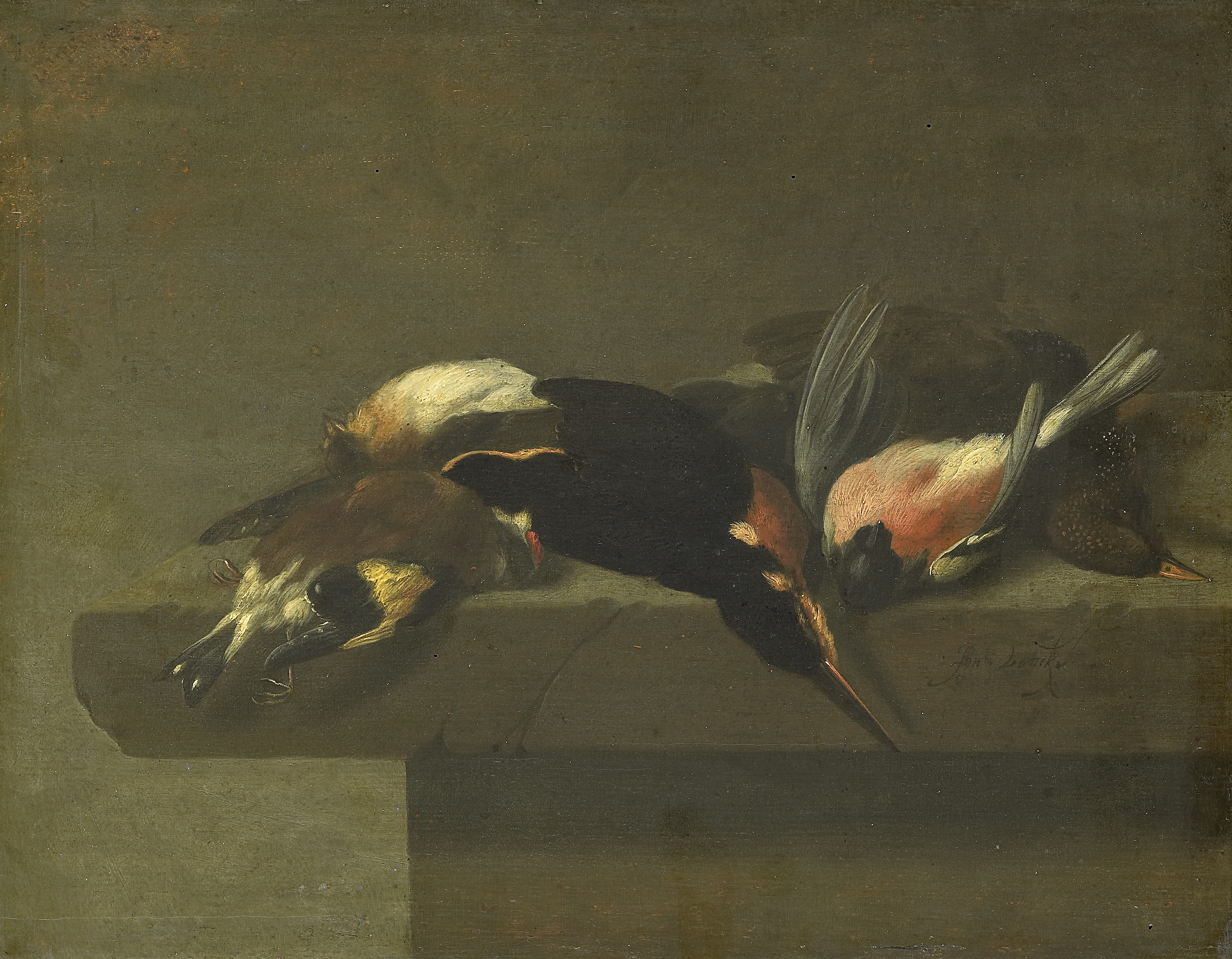
Ян Вонк. Мёртвые птицы. 1640—1662

Во второй половине XVII века широкое распространение получили натюрморты с битой дичью, отражавшие увлечение зажиточных бюргеров охотой. В Амстердаме, Харлеме и Делфте особой популярностью пользовались натюрморты небольшого формата с тщательно прописанными деталями, тогда как в Утрехте художники в основном писали большие декоративные полотна, изображавшие не только сами трофеи, но и охотничье снаряжение, а иногда даже включавшие фрагмент пейзажа.
По всей видимости, начало этому типу натюрмортов было положено Рембрандтом, написавшим картины «Битая выпь» (1639) и «Два мёртвых павлина и девушка» (1639). «Охотничьи» натюрморты писал и ученик Рембрандта Фердинанд Бол, мастерски прорисовывавший оперение птиц.
В числе пионеров жанра были Элиас Вонк (ок. 1605—1652) и его сын Ян Вонк (ок. 1631—1663), а также Маттеус Блум.
Ян Вонк одним из первых обратился к мотиву мелкой битой дичи. Главный его приём — выделение отдельных элементов натюрмортной группы с помощью светового акцента.
Маттеус Блум, напротив, был родоначальником монументального натюрморта с охотничьими трофеями. В дальнейшем этот жанр разрабатывался Яном Вениксом.

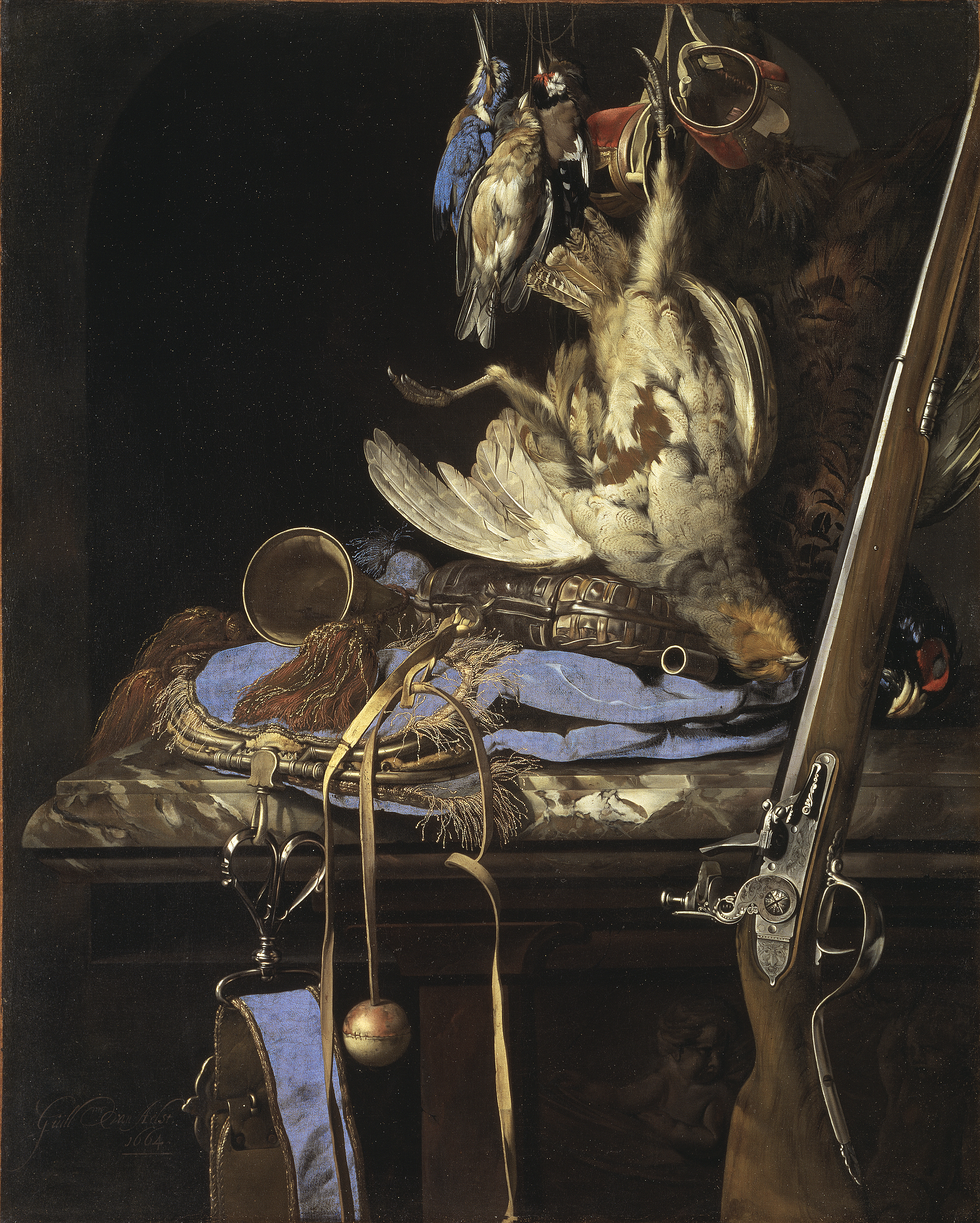
Виллем ван Алст. Дичь и охотничье снаряжение. 1664

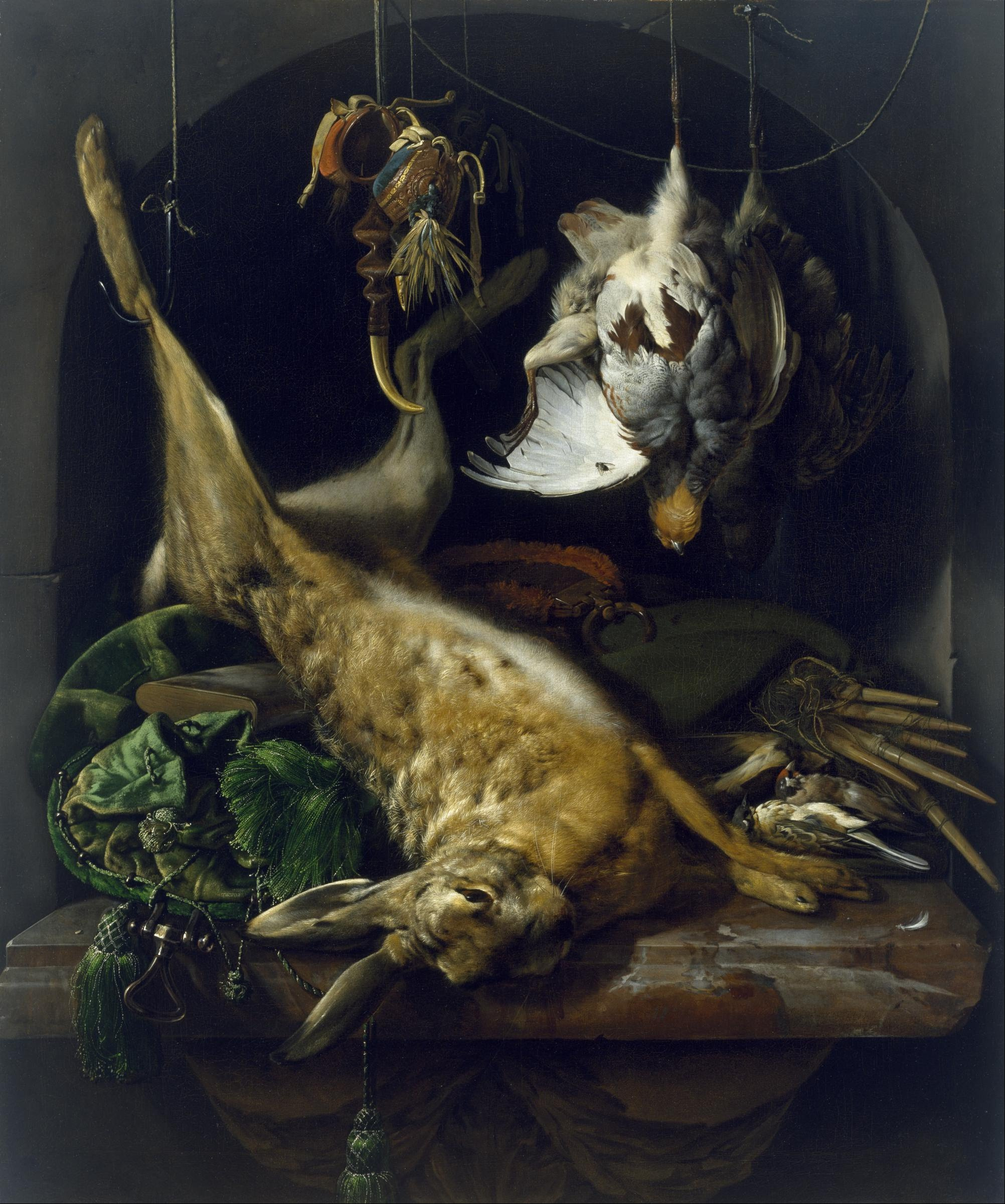
Ян Веникс. Натюрморт с мёртвым зайцем, куропатками и другими птицами в нише. Ок. 1675

Признанным мастером охотничьего натюрморта был Виллем ван Алст, известный также как мастер «цветочных» и «роскошных» натюрмортов. Битую дичь он изображал лежащей на мраморном столе либо подвешенной в каменной нише. Дополняют композицию атрибуты охоты: ружьё, охотничья перевязь, ягдташ или рог.
Тему охотничьего натюрморта затронул известный мастер пейзажа Ян Баптист Веникс (1621—1660), изображавший убитых косуль и лебедей. Его сын Ян Веникс (1640—1719) создал не менее сотни картин с изображениями битых зайцев на фоне каменной ниши или паркового пейзажа. Кроме того, он писал сложные, многофигурные композиции, изображая мёртвую дичь не в интерьере, а на фоне природы. Для его стиля характерна исключительно натуралистичная передача текстуры меха животных и оперения птиц.
Учениками Яна Баптиста Веникса были также его племянник Мелхиор де Хондекутер (1636—1695) и Виллем Фредерик ван Ройен (1645/1654—1742).
Мелхиор де Хондекутер известен преимущественно как автор так называемых «птичьих дворов» и «птичьих концертов», изображавших не битую дичь, а живых птиц. Однако он также создал ряд охотничьих натюрмортов, как небольшого формата, так и монументальных. Их отличительной чертой является сопоставление живой и неживой природы: рядом с охотничьими трофеями изображаются живые собаки и кошки.
Приверженцем парадного охотничьего натюрморта, как Алст и Ройен, был и Дирк де Брай. Он представлял трофеи соколиной охоты, бывшей излюбленным развлечением аристократов и богатого бюргерства.
Наряду с масштабными декоративными полотнами «охотничьих трофеев» получил широкое распространение и «камерный» охотничий натюрморт. В этом стиле создавали свои произведения Корнелис Лелиенберг (1626 — после 1676), ученик Алста Виллем Гау Фергюсон (около 1633 — после 1695), Хендрик де Фромантью (1633/1634 — после 1694) и Питер Харменс Верелст (1618—1678), а также его сын Симон Питерс Верелст (1644—1721). «Камерные» охотничьи натюрморты создавали также живописцы, работавшие в иных жанрах натюрморта: Абрахам Миньон, Абрахам ван Бейерен, Якоб Билтиус. Отдали дань охотничьему натюрморту знаменитый пейзажист Саломон ван Рёйсдал (1600/1603 — 1670), написавший «Натюрморт с битой дичью» (1661) и «Охотничьи трофеи» (1662), и жанрист, ученик Адриана ван Остаде, Корнелис Дюсарт (1660—1704).

### Натюрморт с животными

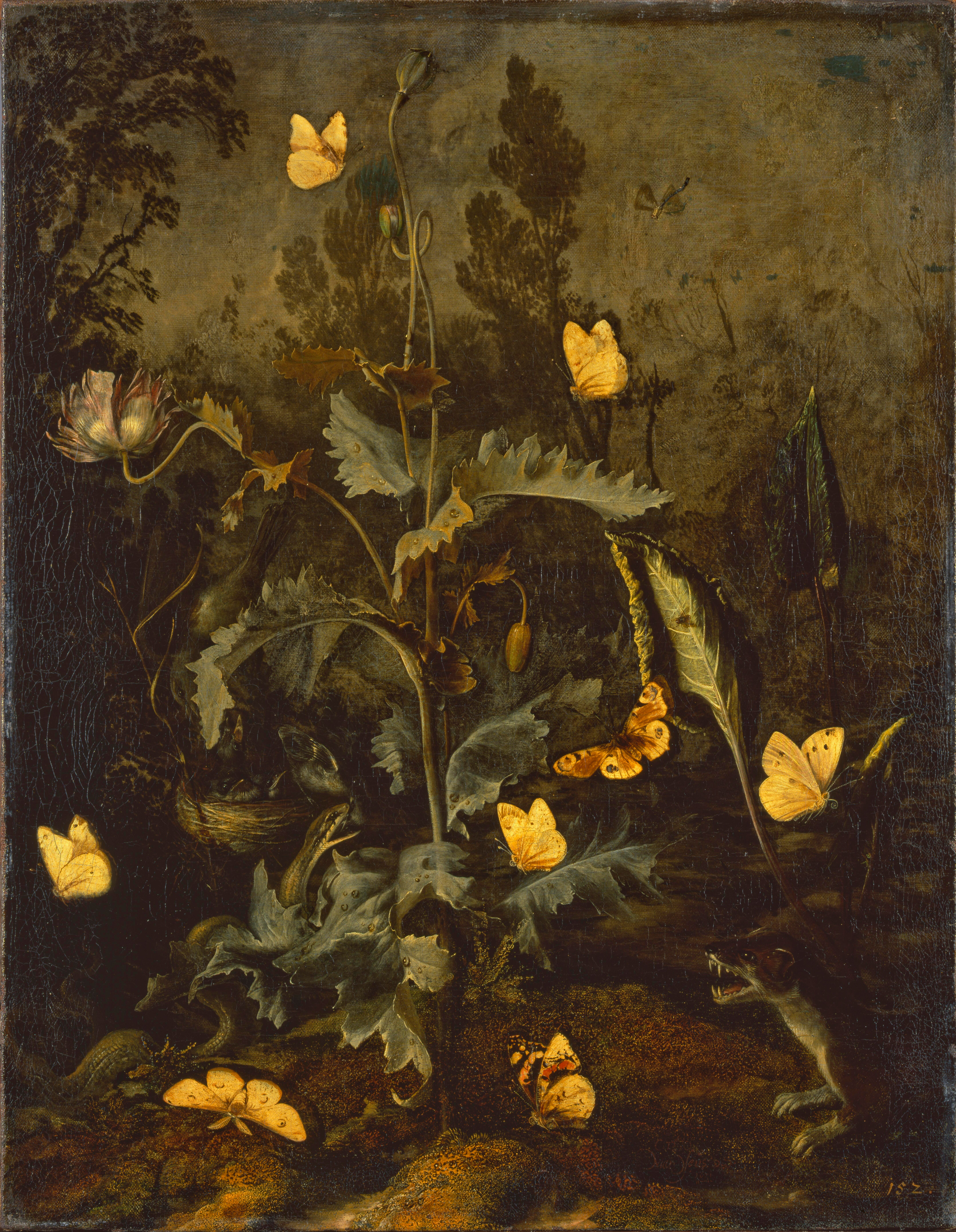
Отто Марсеус ван Скрик. Змея у птичьего гнезда. 1671

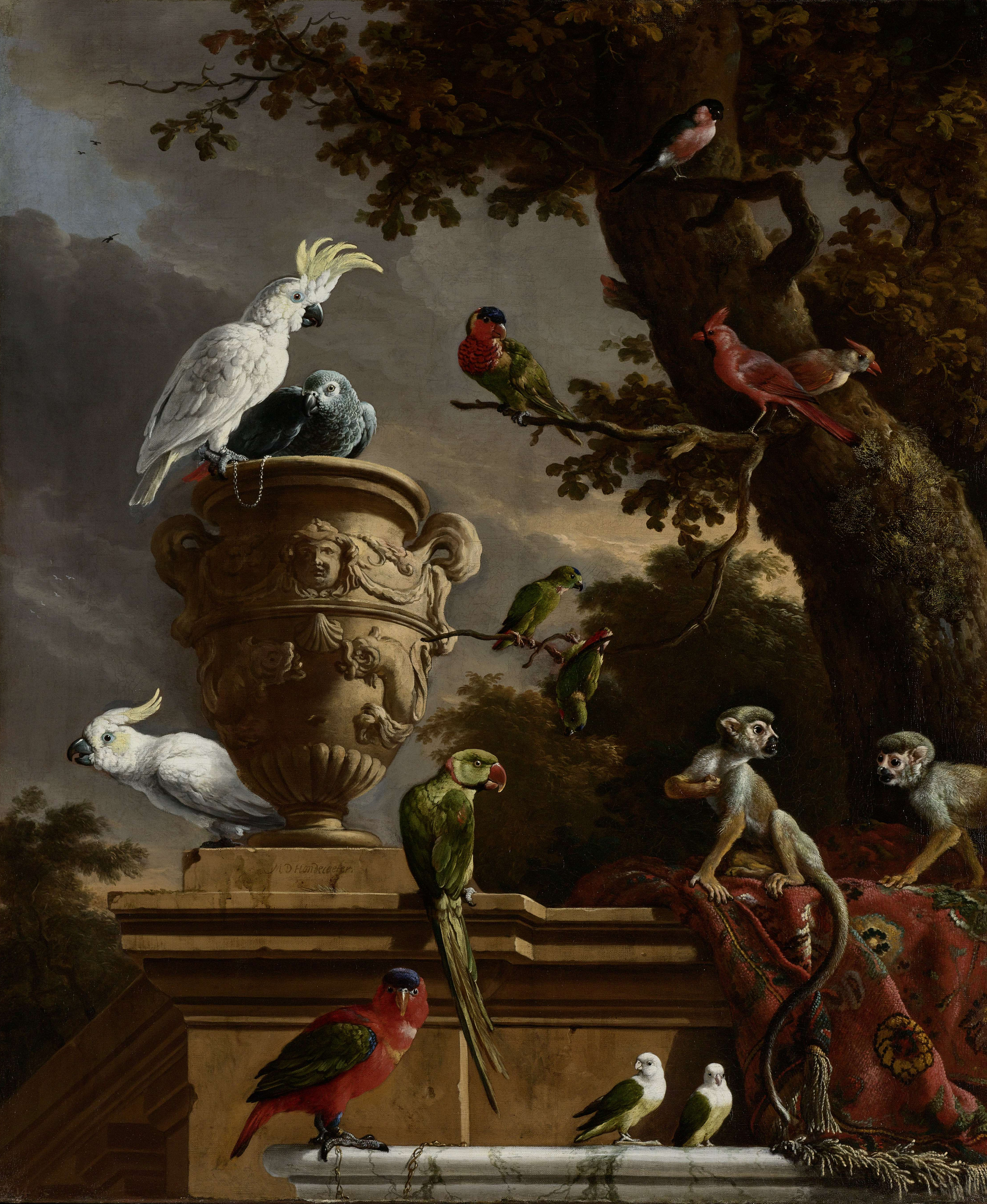
Мелхиор де Хондекутер. Зверинец. 1690

Специфической разновидностью натюрморта являются возникшие во второй половине XVII века картины, изображавшие разнообразных представителей земной фауны — змей, ящериц, пауков, гусениц, бабочек — в их естественной среде.
Основоположниками жанра были Отто Марсеус ван Скрик (1619/1620 — 1678) и Маттиас Витхос (1627—1703).
Известно, что Скрик держал в своём имении террариум с насекомыми, пауками, змеями и другими животными, которых изображал на своих картинах. Он любил создавать сложные композиции с экзотическими растениями и животными, внося в них философский подтекст. Например, в дрезденской картине «Змея у птичьего гнезда» бабочки собирают нектар с цветов, дрозд ловит бабочек и кормит ими своего птенца, а другого птенца заглатывает змея, на которую охотится горностай.
Витхос предпочитал изображать на переднем плане картин дикие растения, среди которых кишит жизнь. Его произведения тщательно фиксируют таинственный, обычно недоступный человеческому глазу мир.
Несколько работ, посвящённых изображению растений и животных, есть у Виллема ван Алста. Его ученица Рахел Рёйсх свою творческую карьеру начинала с подражаний Скрику, но затем выработала собственный стиль, для которого характерно изображение мелкой живности на фоне золотистого пейзажа.
Мелхиор де Хондекутер (1636—1695) прославился как художник, изображавший самых разнообразных животных и пернатых. Его «птичьи дворы» и «зверинцы» не являются натюрмортами в строгом смысле слова, однако для голландцев XVII века они входили в ту же категорию, что и изображения цветов или фруктов.
Анималистические натюрморты создавали также такие художники, как Виллем Фредерик ван Ройен, Кристиан Янс Стрип, работавший в манере Скрика, и Абрахам де Хёс.

### Поздний цветочно-фруктовый натюрморт

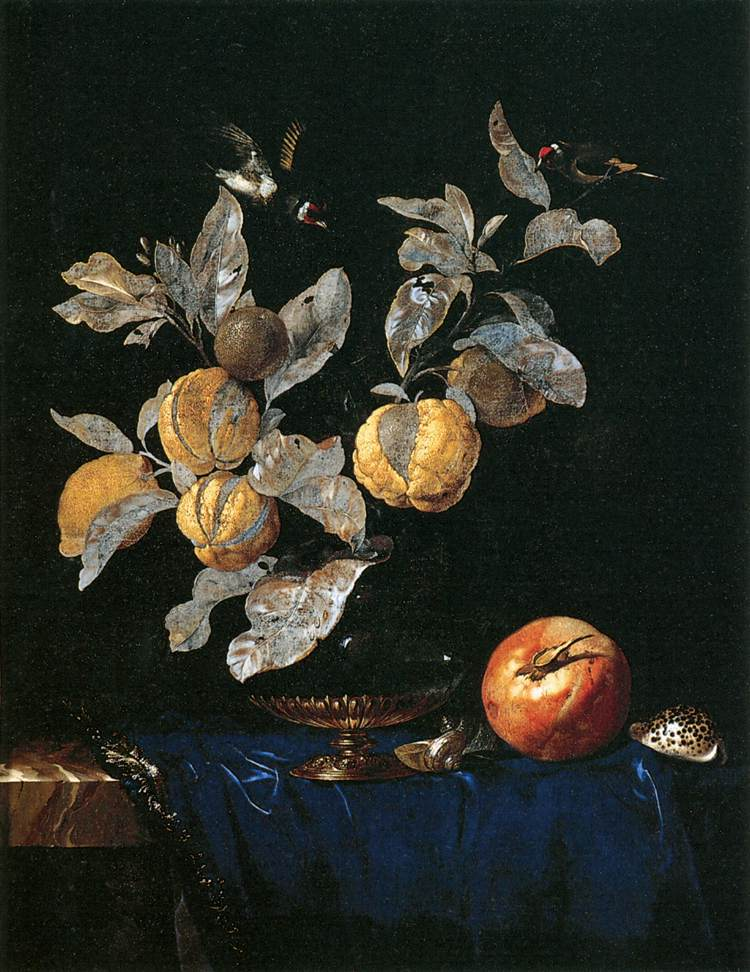
Виллем ван Алст. Натюрморт с фруктами. 1664

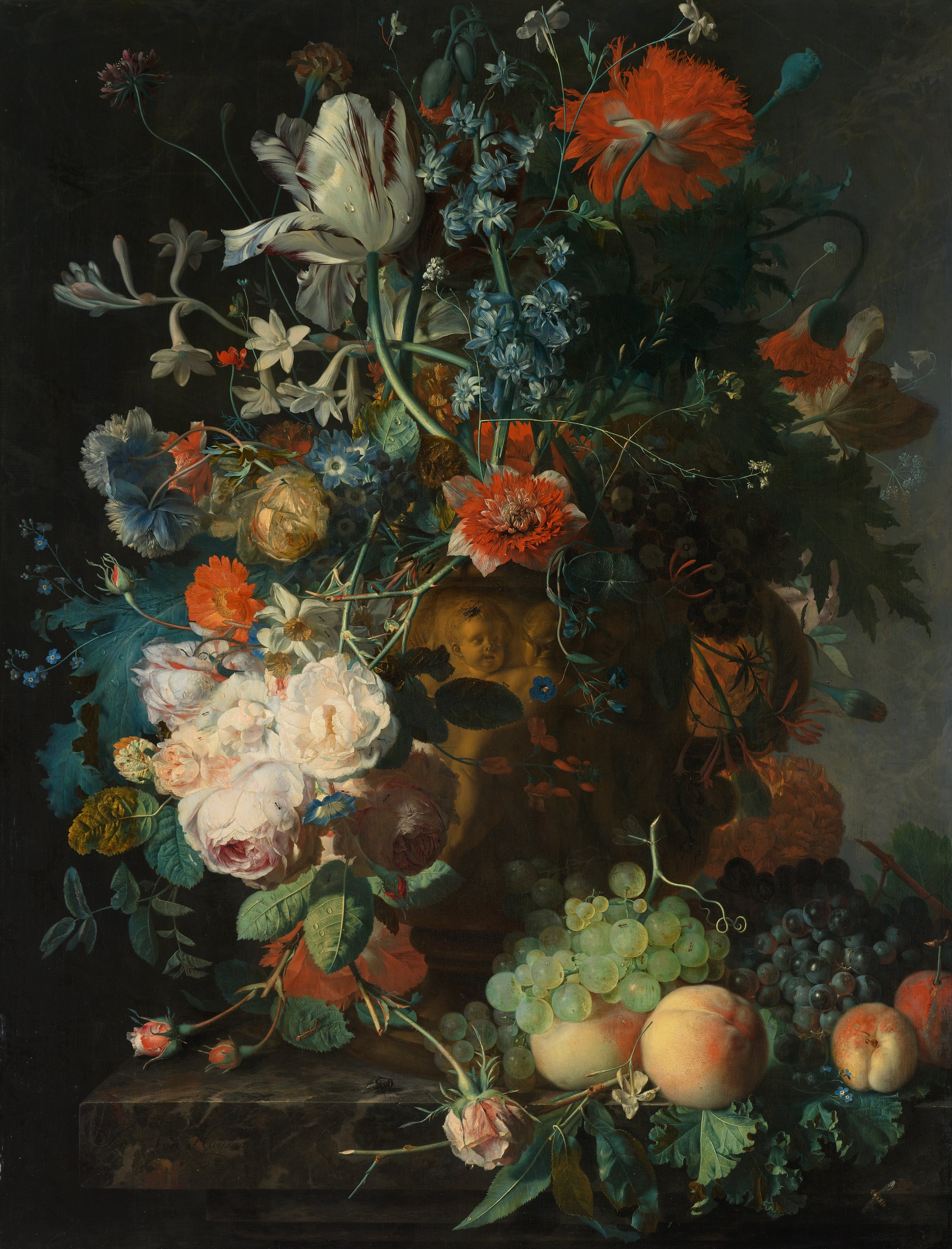
Ян ван Хёйсум. Натюрморт с цветами и фруктами. Между 1700 и 1749

Во второй половине XVII века вновь вошли в моду цветочно-фруктовые натюрморты. Для них были характерны пышность, декоративность и светлый колорит. Большое влияние на поздний натюрморт оказала живопись мастера «роскошных» натюрмортов Яна Давидса де Хема.
Художник из Дельфта Виллем ван Алст (1626/1627 — после 1683), охвативший в своём творчестве самые разнообразные виды натюрмортной живописи, создавал цветочно-фруктовые натюрморты в традициях Балтасара ван дер Аста и своего дяди, живописца Эверта ван дер Алста. Ван Алст был тонким колористом и в совершенстве владел техникой живописи. Он разработал собственные приёмы наложения друг на друга нескольких слоёв краски, благодаря чему добивался исключительного богатства цвета и разнообразия его оттенков. Ещё одним новшеством, которое ван Алст принёс в цветочный натюрморт, стала асимметричная композиция букета.
Ван Алст имел многочисленных последователей, которые, в большинстве своём, стали приверженцами «интимного» натюрморта, пойдя по пути упрощения композиции и сокращения числа изображаемых объектов. В этой стилистике работали Абрахам де Луст, Виллем Фредерик ван Ройен, Симон Петерс Верелст, Хендрик де Фромантью и Дирк де Брай.
Аналогичные подходу Алста попытки перейти к новой живописной манере видны и в работах Юстуса ван Хёйсума Старшего (1659—1716). Он пробовал себя в самых разнообразных жанрах, от портрета до пейзажа, однако наибольшего успеха достиг в изображении цветов и фруктов.

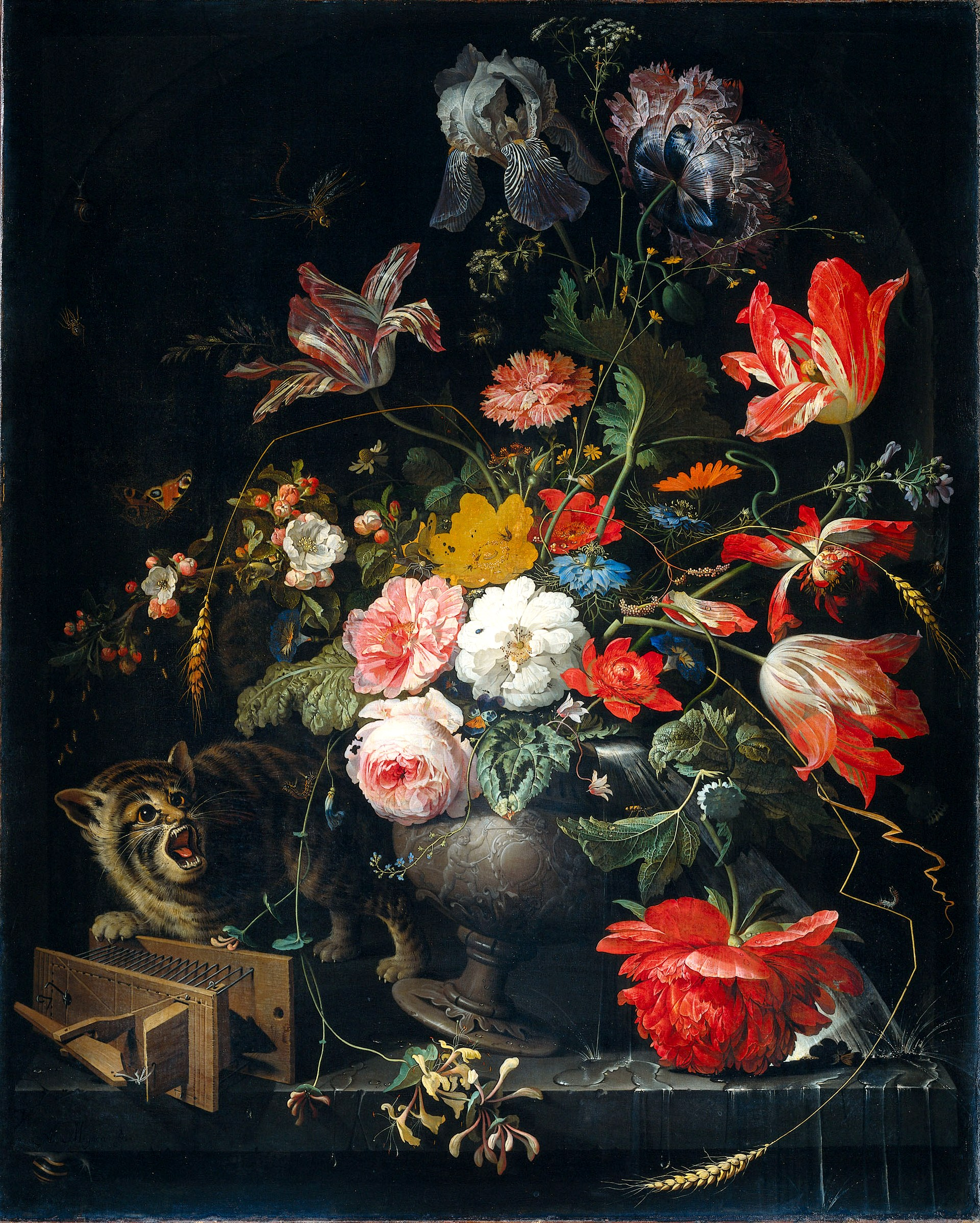
Абрахам Миньон. Букет с кошкой и мышеловкой. 1670—1675

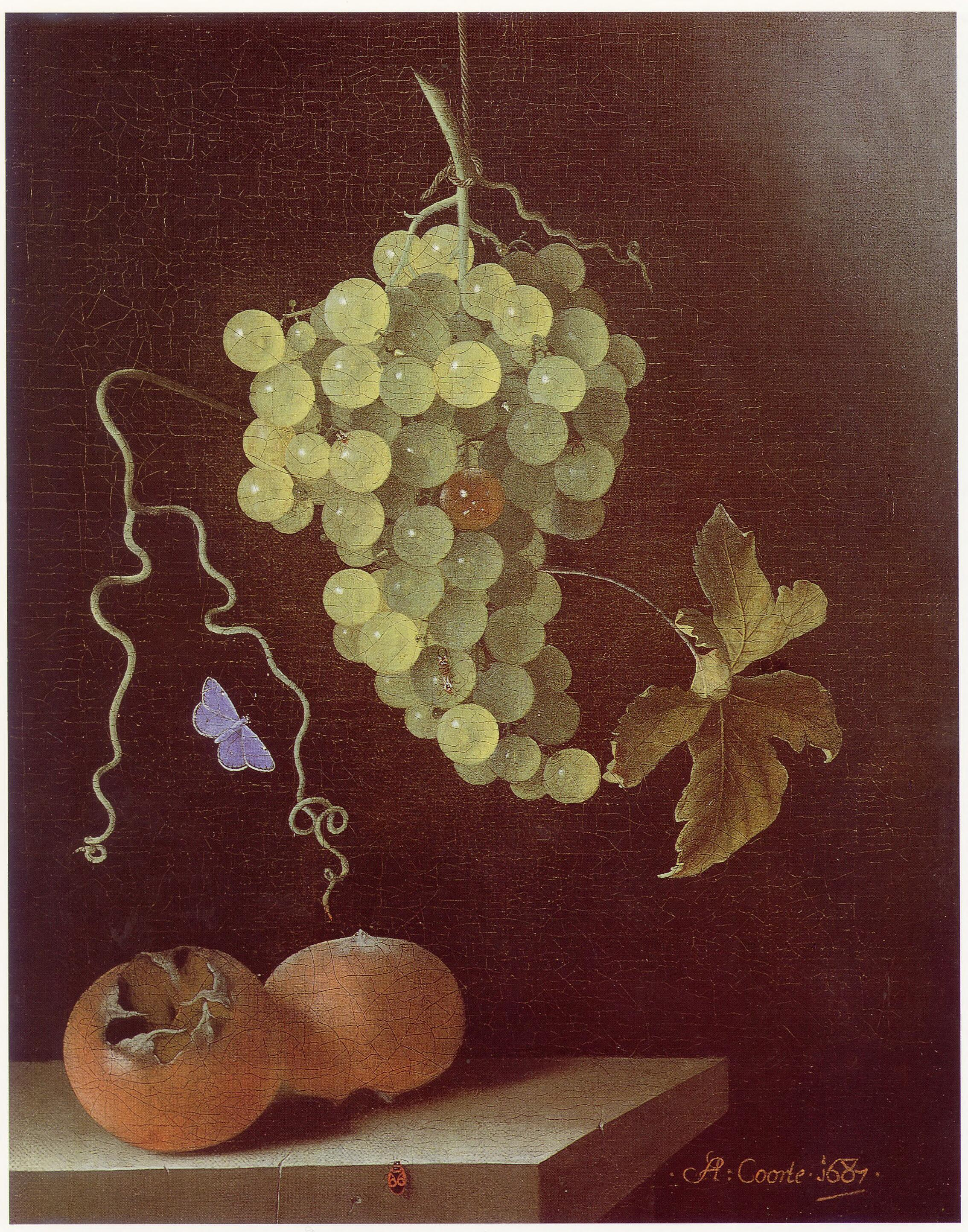
Адриан Корте. Натюрморт с гроздью винограда, мушмулой и бабочкой. 1687

Юстус ван Хёйсум приобщил к живописи своего сына Яна ван Хёйсума (1682—1749), в чьём творчестве поздний натюрморт достиг наивысшего расцвета. Популярность его работ была столь высока, что их стоимость в сотни раз превышала стоимость полотен Рембрандта, Стена, Алста и Кёйпа.

Ян ван Хёйсум писал два типа цветочных натюрмортов: постановочные букеты на тёмном фоне и более декоративные «роскошные» букеты, предназначавшиеся для украшения богатых домов. В них он, как и Ян Давидс де Хем, использует светлый фон, что в то время было новшеством в натюрмортной живописи.

Натюрморты ван Хёйсума отличаются красочностью, тонкой нюансировкой, мажорной цветовой гаммой, тончайшим мастерством в проработке деталей. Художник мастерски выявляет особенности каждого цветка и плода, показывая их в самых различных аспектах.
Наряду с де Хемом и ван Хёйсумом представителем «светлой» манеры цветочного натюрморта был работавший в Голландии немецкий художник Абрахам Миньон. Писал он и цветы на тёмном фоне, отдавая предпочтение розам. Его букеты нарядны, красочны и как бы выставлены напоказ. Работам Миньона свойственна декоративность и гладкая манера письма. Иногда он добавлял в натюрморт жанровые элементы: вазы у него порой качались и падали. В качестве развлекающих деталей использовались кошки, белки, птицы, бабочки, муравьи и улитки.
Весьма самобытным художником был Адриан Корте из Мидделбурга — «чистый солирующий голос финала голландской симфонии натюрморта». Он не следовал общей тенденции и не стремился к эффектности и декоративности. Корте писал небольшие натюрморты, изящные и лаконичные, построенные на контрасте тёмного фона и светлого объекта. Центральным предметом композиции мог стать пучок спаржи, ломтик лимона, ягоды крыжовника — скромные, повседневные предметы. Тем не менее, залитые падающим сверху светом, они кажутся вечными и вневременными.

## Заключение
В голландской живописи XVII века были заложены основы нового жанра — натюрморта — который в образной форме воплотил мироощущение человека в его отношении к предметному миру и природе. Голландские художники существенно расширили круг затрагиваемых искусством тем; непосредственное обращение к окружающей действительности стало главным фактором воздействия нового жанра на зрителя. Однако голландский натюрморт не просто фиксировал действительность: он тонко передавал взаимосвязь вещей и явлений духовной жизни человека. Картины вступали в диалог с современниками, сообщая им важные моральные истины, напоминая о бренности всего сущего и заставляя задуматься о смысле человеческой жизни.
В последующие десятилетия в голландской живописи наступил упадок. Однако эстетика голландского натюрморта оказала большое влияние на художников других европейских стран, в частности, Германии и Франции. Техническое мастерство и особое ви́дение мира, присущее голландским художникам так называемого «золотого века», стали образцом для многих поколений живописцев.

### На русском языке
- Виппер Б. Р. Очерки голландской живописи эпохи расцвета (1640—1670). — М.: Искусство, 1962. — 516 с.
- Звездина Ю. Н. Эмблематика в мире старинного натюрморта. К проблеме прочтения символа. — М.: Наука, 1997. — 160 с. — ISBN 5-02-011289-5.
- Кузнецов Ю. Голландская живопись XVII-XVIII веков в Эрмитаже. Очерк-путеводитель. — Ленинград: Искусство, 1988.
- Линник И.В. Голландская живопись XVII века и проблемы атрибуции картин. — Л.: Искусство, 1980. — 247 с.
- Натюрморт: специальный выпуск // Искусство. — 2006. — № 16.
- Останина С. П. Энциклопедия натюрморта. — ОЛМА Медиа Групп, 2002. — С. 323. — ISBN 5-94849-020-3.
- Тарасов Ю. А. Голландский натюрморт XVII века. — СПб.: Издательство С.-Петербургского университета, 2004. — 166 с. — ISBN 5-288-02803-6.
- Фехнер Е. Ю. Голландский натюрморт XVII века в собрании Государственного Эрмитажа. — 1990. — 175 с.
- Щербачева М. И. Натюрморт в голландской живописи. — Государственный Эрмитаж, 1945. — 72 с.

### На других языках
- Donna R. Barnes, Peter G. Rose. Matters of Taste: Food and Drink in Seventeenth-century Dutch Art and Life (англ.). — Syracuse University Press, 2002. — 162 p. — ISBN 0815607474.
- Harry Berger. Caterpillage: Reflections on Seventeenth Century Dutch Still Life Painting (англ.). — Fordham Univ Press, 2011. — 116 p. — ISBN 0823233138.
- Karolien De Clippel, David van der Linden. The genesis of the Netherlandish flower piece: Jan Brueghel, Ambrosius Bosschaert and Middelburg () // Simiolus Netherlands Quarterly for the History of Art. — 2015. — Вып. 38. — С. 73—86.
- Julie Berger Hochstrasser. Still Life // Dutch Art: An Encyclopedia (англ.) / Sheila D. Muller. — Routledge, 2013. — P. 365—368.
- Walter A. Liedtke. Still Life Painting // Vermeer and the Delft School. — Metropolitan Museum of Art, 2001. — P. 89—98.
- Hans-Joachim Raupp. Stilleben und Tierstücke. Niederländische Malerei des 17. Jahrhunderts der SØR Rusche-Sammlung (нем.). — LIT Verlag Münster, 1995. — 372 p. — ISBN 3825822397.
- Norbert Schneider. Still Life (англ.). — Taschen, 2003. — 215 p. — ISBN 3822820814.